# スギ
スギ（杉、椙、学名: Cryptomeria japonica）は、裸子植物マツ綱のヒノキ科スギ属に分類される常緑高木になる針葉樹の1種である（図1）。スギは、スギ属の唯一の現生種とされることが多い。大きなものは高さ60メートルになり、日本自生の木の中で最も大きくなる種とされる。樹皮は赤褐色で縦に細長く裂ける。葉は鎌状針形、枝にらせん状につく。"花期"は早春、球果はその年の秋に熟す。成長が速く、比較的長命である。本州（青森県鰺ヶ沢町以南）、四国、九州（屋久島以北）に自生し、北海道道南や青森県南部地方など自生地以外を含めて国内外で植栽されている（→#分布）。日本固有種とされることもあるが、中国南部のもの（カワイスギ）も自生とされる。日本の太平洋側と日本海側のスギでは形態的・生態的・遺伝的差異があり、それぞれオモテスギ、ウラスギとよばれる（→#分類）。
「スギ」の名は「すぐ（まっすぐ）」に由来するとされることが多いが、諸説ある（→#名称）。日本では最も広く植林されている樹種であり、その面積は日本の人工林の45%、全森林の18%に達する（→#植林）。日本国内には多数の産地があり、北山杉のように、ふつうその産地名を冠してブランド化されている。材は、建築、家具、樽、土木などに広く利用されている（→#木材）。そのほかにも屋根、線香、杉玉など樹皮や枝葉が利用されることもあり（→#樹皮・枝葉などの利用）、また観賞用に植栽されることもある（→#観賞用）。古くから神社などに植栽され、神木とされているものや天然記念物に指定されているものも多い（→#文化、#天然記念物）。スギは早春に大量の花粉を散布し、日本では花粉症の主な原因となっている（→#スギ花粉症）。

## 名称
「スギ」の名は、真直ぐに成長する木、「直木（すぐき）」に由来するとされることが多い（貝原益軒『大和本草』、新井白石『東雅』など）。ただし、古代において「直（すぐ）」の読みはなかったことから、この説は後世の付会ともされる。その他の説として、成長が速い「すくすく育つ木」（「すくすく」という擬態語は古代からあった）に由来するとする説（『大言海』など）、上へ進み上る「進木 (すすき)」に由来するとする説（本居宣長『古事記伝』など）、「ス（細く痩せた）木」に由来するとする説（狩谷掖斎『箋注倭名類聚抄』など）がある。
漢字の「杉」は、日本ではスギのことを指すが、もともと中国ではコウヨウザン（ヒノキ科）のことを指し、中国ではスギは「柳杉」とよばれる。またスギは「椙」とも表記されるが、これは日本の国字である。
スギは、古くは「マキ（真木、槙、槇）」ともよばれた。マキは良い木、立派な木のことであり、スギのほかにコウヤマキ（コウヤマキ科）、イヌマキ（マキ科）、ヒノキ（ヒノキ科）を意味することもある。
日本ではスギは代表的な針葉樹であるため、系統的にスギに近縁ではない針葉樹が「…スギ」と名付けられた例があり、レバノンスギやヒマラヤスギ（マツ科）、ナンヨウスギ（ナンヨウスギ科）などがある。また、その外形などがスギに似ている植物に「スギ」が付されていることもあり、スギゴケ（スギゴケ科）やスギラン、マンネンスギ（ヒカゲノカズラ科）、スギナ（トクサ科）、クサスギカズラ（キジカクシ科）、ミズスギナ（ミソハギ科）、スギナモ（オオバコ科）などがある。また、アズキナシ（バラ科）をカタスギと呼ぶこともある。スギノリ（杉海苔）は、スギの樹形のような形をした真正紅藻綱に属する海藻である。

## 特徴
常緑高木となる針葉樹であり、高さは15–40メートル (m)、大きなものは樹高40–60 m、幹の直径 4–5 m になる。日本自生の木の中では、最も大きくなる種とされる典型的にはまっすぐ伸びた明瞭な主幹をもつが（図1, 2a, c）、基部付近で分岐して株立ちするものもある（下図2b）。樹冠はふつう円錐形であるが、古くなると円形になる。樹皮は赤褐色から褐色、縦に細長く裂けて剥がれる（下図2c）。若い枝はふつう斜上するが、古くなると垂れ下がる。小枝はふつう垂れ下がり、無毛。
葉は先端が尖った鎌状の針形、長さ4–20ミリメートル (mm)、無毛、枝に対して15–45°の角度でらせん状について密生している（下図3）。葉の基部は茎に沿下し、関節がないため落葉せず、枯れると小枝ごと落ちる。個々の葉は4–6年ほど樹に付いていると推定されている。葉の横断面はひし形、4面に2–8列の気孔があり、中心に葉脈の維管束が1個あり、その下側に1個の樹脂道が存在する。冬季には短い葉が密生して芽を保護しているため、枝についている葉の大きさが一年ごとに短くなっている。冬には葉が赤褐色になり（下図7b）春に緑色に戻るものが多いが、冬に黄色になるものや冬の間も緑色を保つものもいる。
雌雄同株、"花期"は2月から4月だが（下図4a）、雄球花（"雄花"）と雌球花（"雌花"）は前年の夏頃から小枝の先端に形成され始める。このころの日照量が多く降水量が少ないと、翌年早春の花粉量が多くなる傾向がある。
雄球花は楕円形、長さ 2–8 mm、淡黄色、前年の枝先に6–35個が穂状に密生し、遠くからでもよく目立つ（下図4）。小胞子葉（"雄しべ"）の背軸面に、3–5個の花粉嚢（"葯室"）がある。花粉は前年の秋頃から形成され始める。花粉は直径30–40マイクロメートル (µm)、小突起があるが、付着性はない。
雌球花は緑色、球形で直径 4–5 mm、前年の枝先に1個ずつ下向きにつく（下図5a）。胚珠は珠孔から受粉滴を分泌し、これに花粉が付着し、この受粉滴が再び胚珠内に吸収されることで花粉は取り込まれ、数日で花粉管を伸長し始める。受粉の頃から胚嚢母細胞が減数分裂を開始し、やがて9–10週間後に十数個の造卵器を含む胚嚢（雌性配偶体）が形成される。受精は受粉から12週間後頃に起こり、やがて胚形成、種子の成熟が起こる。球果はらせん状に配列した17–38個の果鱗（種鱗 + 苞鱗）からなり、種鱗と苞鱗は基部側で合着、種鱗の先端には4–6個の歯牙があり、苞鱗の先端は三角状でやや反曲する（下図5b）。球果は10–11月に熟し、球形で長さ1.5–3センチメートル (cm)、褐色で木質、裂開する（下図5c）。種鱗の基部に2–6個の種子がつく。種子は長楕円形から倒披針形、長さ 4–7 mm、両側に狭い翼がある（下図5c）。種子の発芽率は一般的に30%ほどであり、子葉は2–3枚、まれに4枚。染色体数は基本的に 2n ＝ 22、ときに23、24、33、44。
枝葉からは重量比約0.5%ほどの精油が抽出され、蒸留初期にα-ピネン、サビネン、リモネンなどのモノテルペンが多く、蒸留後期にはβ-エレモール、γ-オイデスモール、δ-カジネンなどのセスキテルペン、16-カウレンなどのジテルペンが得られる。一方、材では特に心材部に多く、δ-カジネンやエピクベノール、ムウロレン、カジナ-1,4-ジエンなどのセスキテルペン、フェルギノールやサンダラコピマリノールなどのジテルペンが得られる。

## 分布

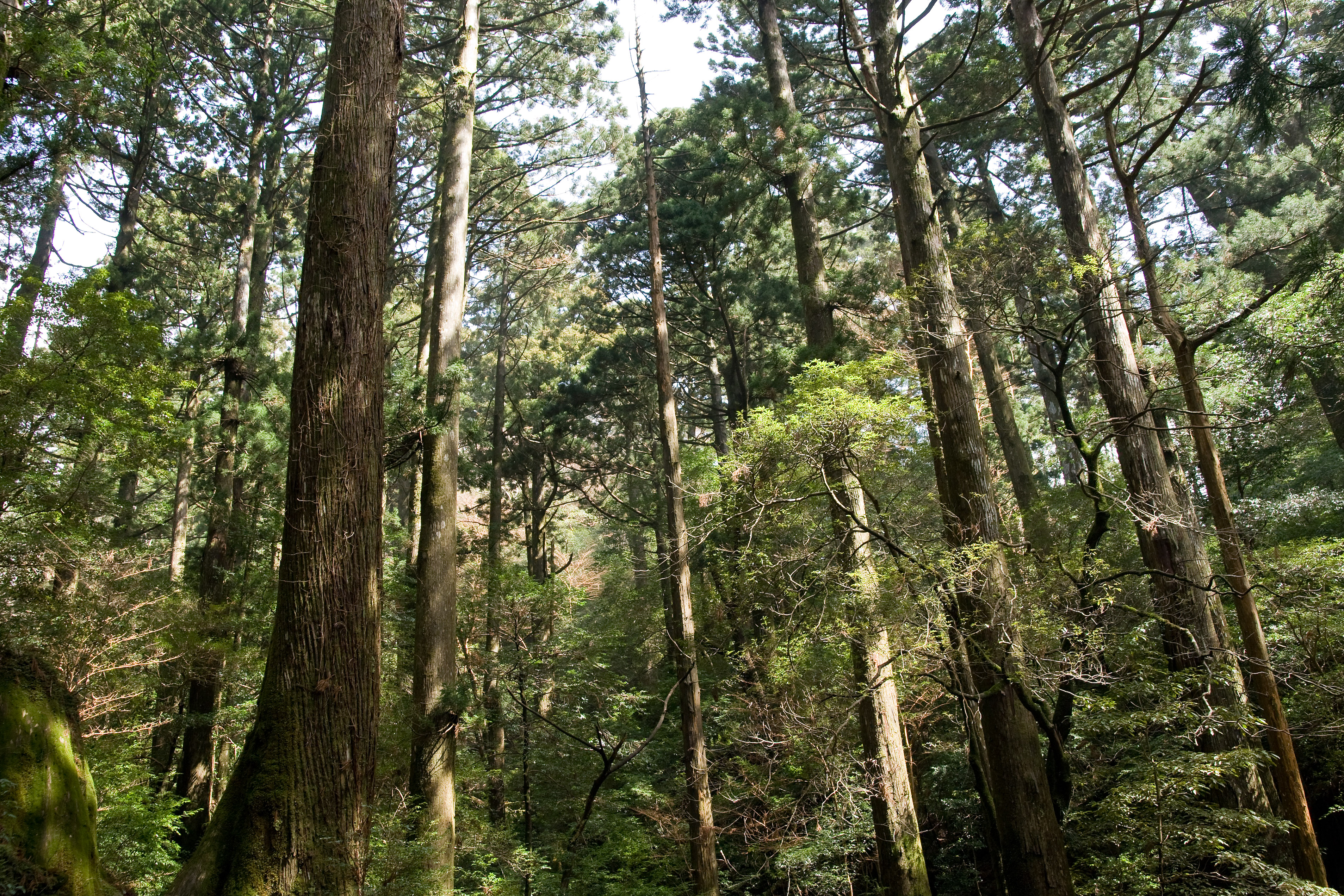
6. スギの原生林（屋久島）

日本では本州（北限は青森県鰺ヶ沢町）から四国、九州の屋久島までの、主に冷温帯（山地帯、ブナ帯）に自生し、本州では標高 0–2,050 m（立山連峰劔岳）、四国では 300–1,400 m、九州では 300–1,850 m（屋久島）に分布する（図6）。ただし、スギは古くから伐採・利用されてきたためため、野生個体群は小さく（多くは 10 ha 以下）、山地にパッチ状に点在しているのみであり、多くは保護林とされている。
日本固有種とされることもあるが、中国南部（福建省、江西省、四川省、雲南省、浙江省）に分布しているものは、中国自生のものに由来すると考えられている（下記参照）。中国でも古くから伐採・利用されており、広く植栽されているが、野生個体群はほとんど残っていないと考えられている。
日本では造林面積が最も広い樹種であり、古くから植林されているため、天然林か人工林かの判断が難しいことも多い。自生地以外では、青森県津軽半島や南部地方、北海道道南を中心に造林されており、最北端は利尻島にある。ほかにも、沖縄本島北部、台湾、朝鮮半島、中国からヒマラヤ地方、レユニオン島、アゾレス諸島などで木材用に植林されている。
堆積物中の花粉化石の調査から、最終氷期においてもツガ属、トウヒ属、マツ属などが多かった寒冷期（約7万年前、2万年前など）を除いて、日本ではおおむねスギが多く生育していたことが示されている。最終氷期には、スギは若狭湾から隠岐、伊豆半島周辺、紀伊半島南部、四国、屋久島などいくつかの逃避地に残存し、気候が温暖化し始めた1万年前頃から分布拡大して日本海側や東海地方ではスギが優勢となったが、約900年前以降にはマツ属、コナラ亜属が増加しており、人間活動によって二次林化していったと考えられている。中国では、最終氷期には広く分布していたと推定されているが、その後の降水量の減少によって分布域が分断化され、さらに伐採や開墾などの人間活動によって大きく影響を受けたと考えられている。

## 生態

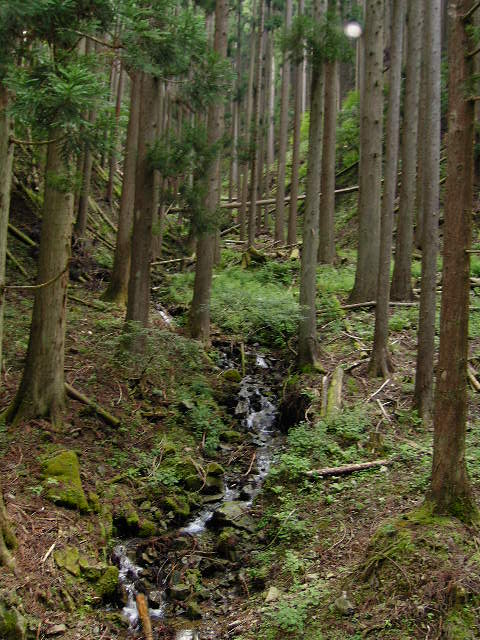
7a. 沢沿いに成立したスギ林

自生のものは冷温帯（山地帯、ブナ帯）を中心に生育し、モミやヒノキ、アスナロ、クロベ、ヒメコマツ、ブナ、ミズナラなどと混生する。沢沿いに多いが、岩上や湿原周囲に見られることもある。人工的なスギ林は、暖温帯（低地帯）にも広く見られる。沢沿いなど比較的水分と栄養分に富む環境を好む傾向があるため、植林の際にも谷間はスギ、中腹はヒノキ、尾根筋はマツと植え分けられる（図7a）。
スギの人工林は、ヒノキ林と比べて低木や草本などが育ちやすく、落ち葉が堆積しやすいので、土壌が軟らかい。ただし落葉層が発達した場所ではスギの実生の定着が悪く、秋までにほとんど死滅してしまうとされる。特に屋久島や積雪地の個体群では、実生の生存には倒木の存在が重要であることがしばしば指摘され、実生で更新する場合にはいわゆる倒木更新や切株更新を行う樹種であると考えられている。
針葉樹のうち、マツ科の植物は外生菌根を形成するが、スギなどヒノキ科の植物はふつうアーバスキュラー菌根を形成する。同一個体における菌根菌への感染率は一定ではなく、季節を通じて変動があることが報告されている。マツ科の針葉樹はしばしばアレロパシー（他感作用）をもち、他の植物の生育を阻害しているとする報告があるが、スギではこのようなアレロパシーは特に知られていない。スギ林には他の植物が生育しやすく、しばしばコクサギやウリノキ、バイカウツギなどの低木や、エビネやサイハイラン、ヤマルリソウなどの草本が見られる。ただし、スギが混交するブナ科森林では、外生菌根を形成する菌根菌の種類が減少するという報告がある。また、スギが植えられた場所はカルシウムなどの塩基が蓄積し、土壌は塩基性に傾くという。
日本に自生するスギの中で、太平洋側のものと日本海側のものの間には形態的・生態的差異があることが知られている。日本海側のスギは、下部の太枝が多雪でも折れずに垂れ下がり、接地した部分から発根して新たな株を形成（伏条更新）する性質がある。ほかにも発根性がよく、挿し木が容易であり、幹の下部の不定芽がよく発達する。また、日本海側のスギは樹冠がとがり、太枝が下向き、葉が枝に鋭角につくなど耐雪性の特徴も示す。このような特徴をもつ日本海側のスギは、多雪環境に適応したものと考えられている。一方、日本海側のスギは、太平洋側のスギよりも低温と乾燥に弱い傾向がある。このような違いから、太平洋側のものは「オモテスギ」、日本海側のものは「ウラスギ」として分けられる（→#分類参照）。同様な太平洋側と日本海側での種内分化は、イチイとキャラボク、ヤブツバキとユキツバキなど様々な樹木でも知られている。

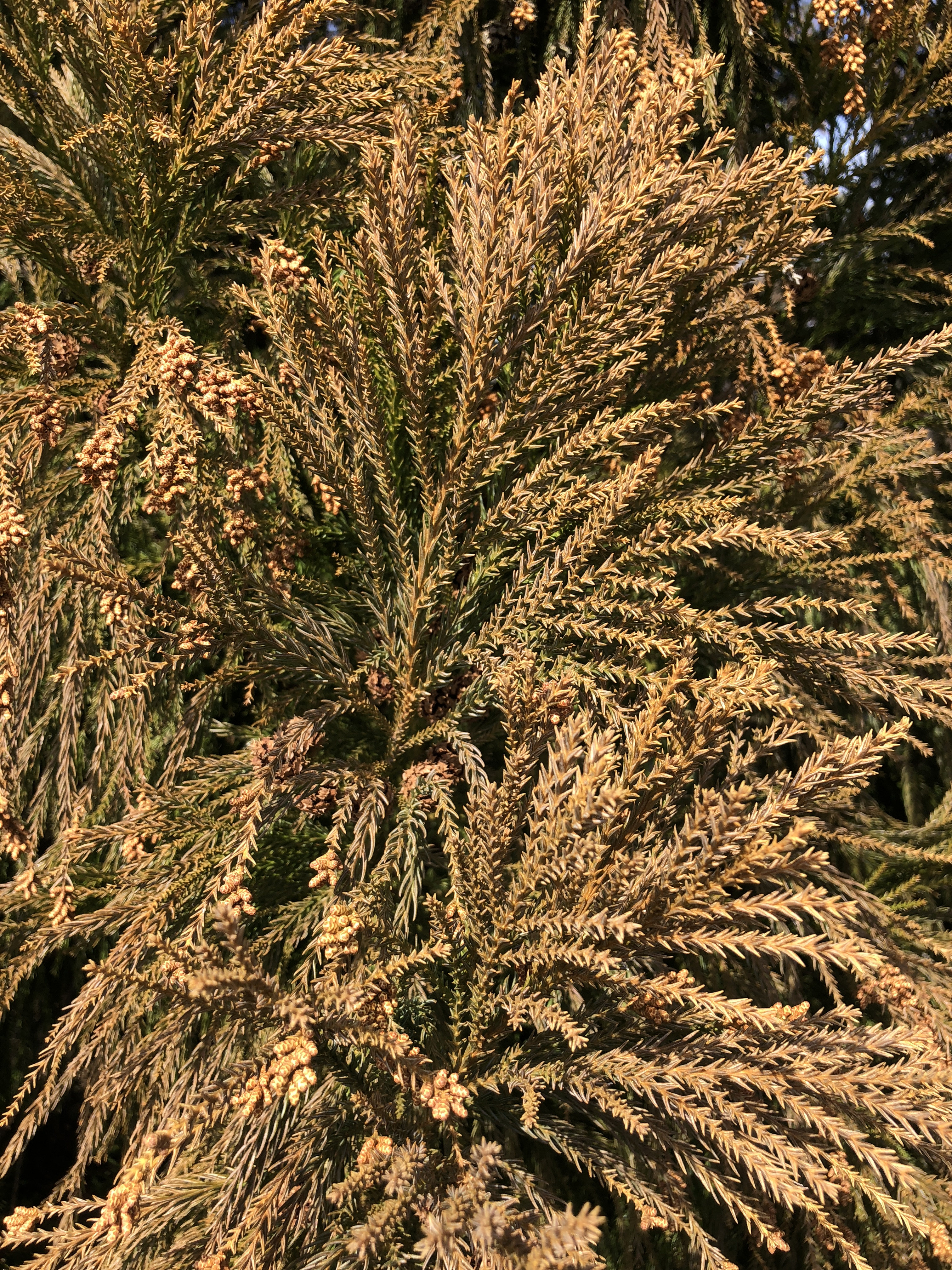
7b. 赤褐色になった葉

スギは、冬季に葉が赤褐色になって春に再び緑色に戻るものが多いが（図7b）、黄白色になるものや、変色せずに緑色を保つものもいる。緑色のままや黄白色に変化する形質は、赤褐色に変化する形質に対して潜性形質（劣性形質）であるとされる。赤褐色への変色はカロテノイドの1種であるロドキサンチンの蓄積によるものとされ、光合成機能が低下する低温条件下で太陽光による障害（光阻害）を防ぐ効果があると考えられている。このような低温条件下での光阻害とその対応が種の分布を決める一因となっているとして、高山・亜高山帯に分布するマツ科やツツジ科を中心に研究が行われている。
耐塩性については品種、及び樹齢によって異なるとされる。
スギの花粉媒介は風媒であり、2–4月頃に大量の花粉が散布される。スギの花粉は比較的遠距離まで散布されるため、産地の異なるスギを天然林付近に植栽すると、遺伝子汚染を引き起こしやすいとされる。

## 病虫害

### 菌類
スギの病害は約80種が報告されているが、スギ赤枯病は特に重要な病害である。スギ赤枯病は Passalora sequoiae（= Cercospora sequoiae; 子嚢菌門クロイボタケ綱）によって引き起こされるスギ苗木に対する代表的な病害であり、葉や枝が枯れ、胞子（分生子）で周囲のスギ苗木に感染して被害が拡大する。また、類似した病害としてスギフォマ葉枯病（病原菌は Discochora sawadae）、スギペスタロチア病（病原菌は Pestalotiopsis spp.）、スギ列イボ病（病原菌は Cercospora cryptomeriaecola）などがある。赤枯病に罹病して枯死しなかった苗木が成長すると、患部が溝状に残って成長するため、溝腐病とよばれる。若い時期に感染した部分が治癒しないため樹幹は著しく変形して材変色が生じ、また林内の他の木に感染することもある。全く別の菌類であるチャアナタケモドキ（Fomitiporia sp. = "Phellinus punctatus"; 担子菌門ハラタケ綱）が類似した病気を引き起こすことがあり、非赤枯性溝腐病とよばれ、特に千葉県の山武杉（サンブスギ）に大きな被害を与えた。
スギ黒点枝枯病もスギの重要な病害であり、Stromatinia cryptomeriae（子嚢菌門ズキンタケ綱）によって引き起こされる。小枝先端部に褐色病斑が生じてその病斑が拡大、数年で主枝に達し、主枝を一周するとそれより上部が赤褐色になって枯れてしまう。特に東北地方において重要病害であり、樹齢を問わず発生し、ときに著しい成育阻害を起こす。
スギ枝枯菌核病とスギ褐点枝枯病は東北地方の多雪地帯で重要な病害であるが、同一の菌類 Scolecosporium（子嚢菌門クロイボタケ綱）の異なる世代によって引き起こされることが示唆されている。スギ暗色枝枯病は Guignardia cryptomeriae（子嚢菌門クロイボタケ綱）による病気であり、枝枯、樹幹の陥没、材の変色が起こる。スギ褐色葉枯病では Plectosphaera cryptomeriae（子嚢菌門フンタマカビ綱）が葉に寄生してこれを枯らし、症状が重いと樹勢の低下が著しい。スギ苗癌腫病の原因菌は Valsa cryptomeriae（子嚢菌門フンタマカビ綱）とされていたが、直接の関係はないことが明らかとなっており、病因は不明である。

### 昆虫・ダニ

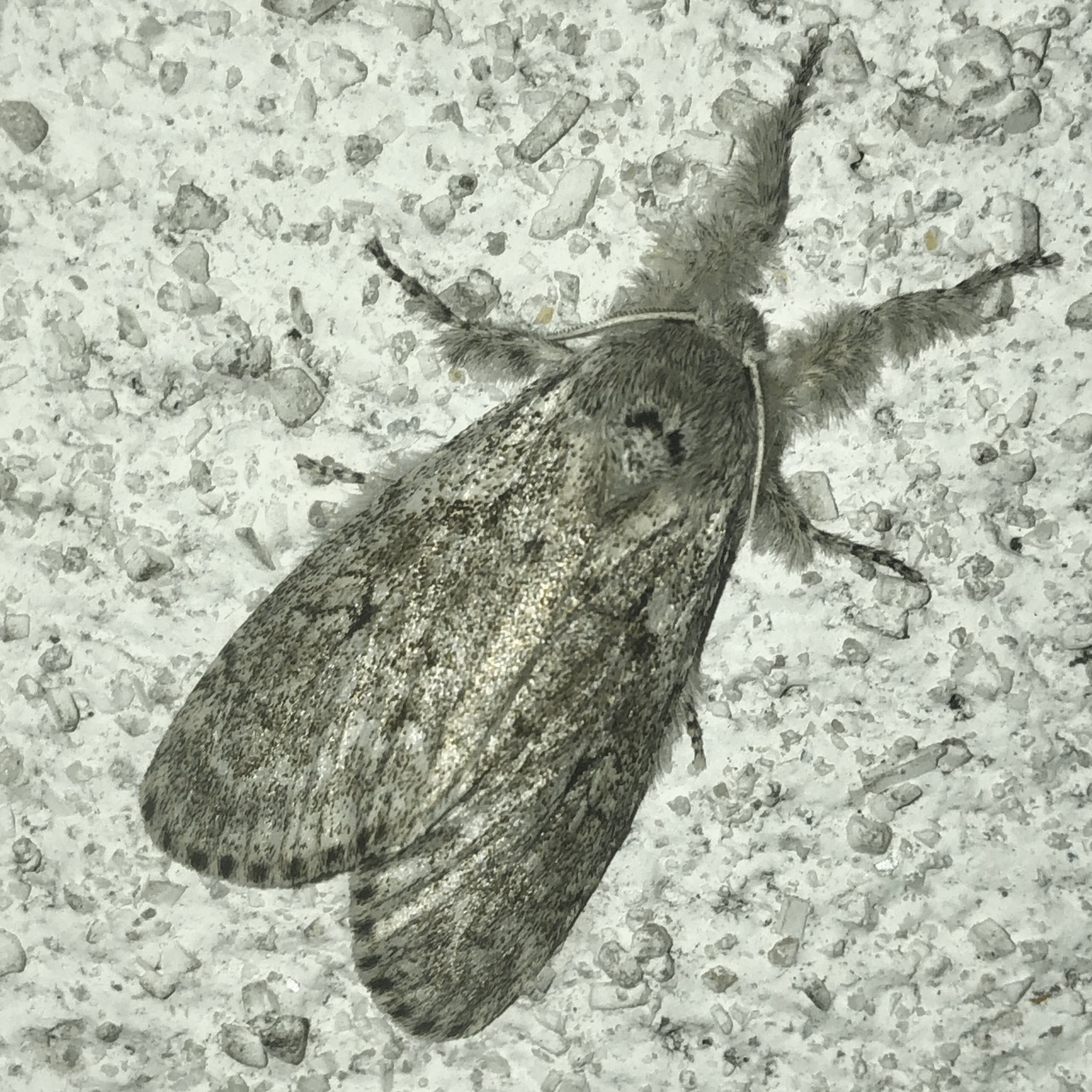
8a. スギドクガ

スギの葉を好んで食べるスギドクガ（Calliteara argentata; 図8a）は、幼虫が時に大発生し被害が大きい場合は成木でも枯死に至ることがある。スギドクガは新葉より旧葉を好んで食べるという。スギの葉を食べる昆虫として、ほかにウスイロサルハムシ（スギハムシ; Basilepta pallidula）、スギハマキ（Homona issikii）などがいる。またスギの葉に潜行する昆虫として、スギメムシガ（Argyresthia anthocephala）やスギタマバエ（Contarinia inouyei）がいる。スギマルカイガラムシ（Aspidiotus cryptomeriae）は、スギの葉を黄色く変色させ、ときに苗木を枯死させる。スギノハダニ（Oligonychus hondoensis）やエゾスギツメハダニ（エゾスギハダニ; Oligonychus pustulosus）もスギにつき、葉に白から褐色の斑紋が生じる。

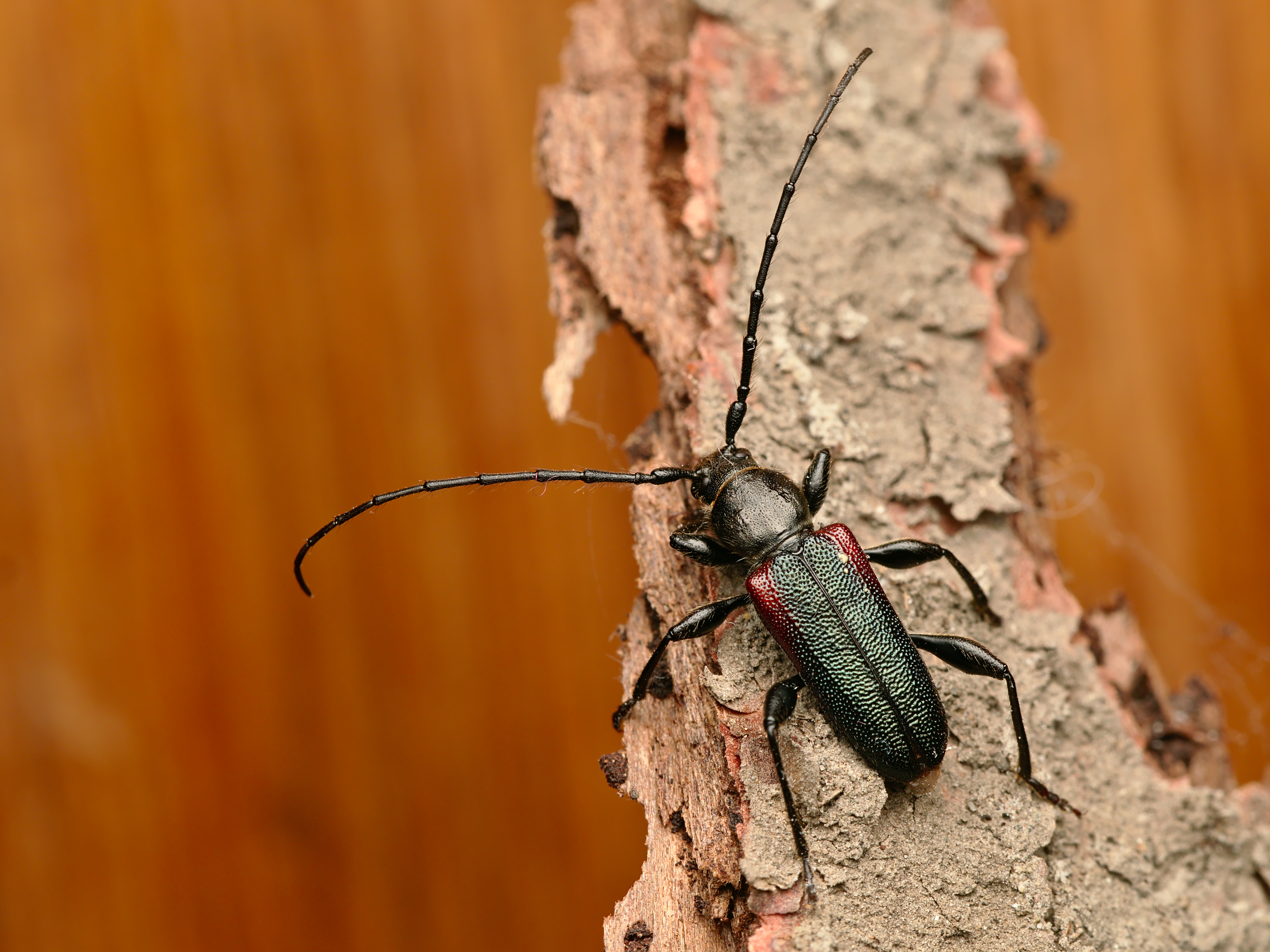
8b. ヒメスギカミキリ

スギの生木に対する穿孔性害虫としては、特にスギカミキリ（Semanotus japonicus）とスギノアカネトラカミキリ（Anaglyptus subfasciatus）の幼虫が著しい材質低下をもたらす。スギカミキリの幼虫は内樹皮を食害し、その被害は「はちかみ」とよばれる。一方、スギノアカネトラカミキリの幼虫は材を食害し、その部分に菌類が侵入して材が変色する現象は「とびくされ」とよばれる。スギノアカネトラカミキリは、スギでは尾根筋に生える個体に、逆にヒノキでは谷筋に生える個体に被害を与える。生木または伐採後の原木に穿孔する昆虫として、ほかにヒメスギカミキリ（Callidiellum rufipennis; 図8b）、マスダクロホシタマムシ（Ovalisia vivata）、キクイムシ類、ゾウムシ類（オオゾウムシなど）、キバチ類（ニホンキバチ、オナガキバチなど）、コウモリガ（Endoclyta excrescens）、ヒノキカワモグリガ（Callidiellum rufipenne）、スギザイノタマバエ（Reeseliella odai）などが知られている。穿孔性の昆虫の中には（特にキクイムシ類、一部のキバチ類）、産卵時に特定の菌類を共に植え付け、幼虫がこれを直接または間接的に利用することがあり、このような菌類によって材が変色する。穿孔性昆虫の中には、樹皮がついている原木を好む種と、樹皮を剥がした原木を好む種がいる。

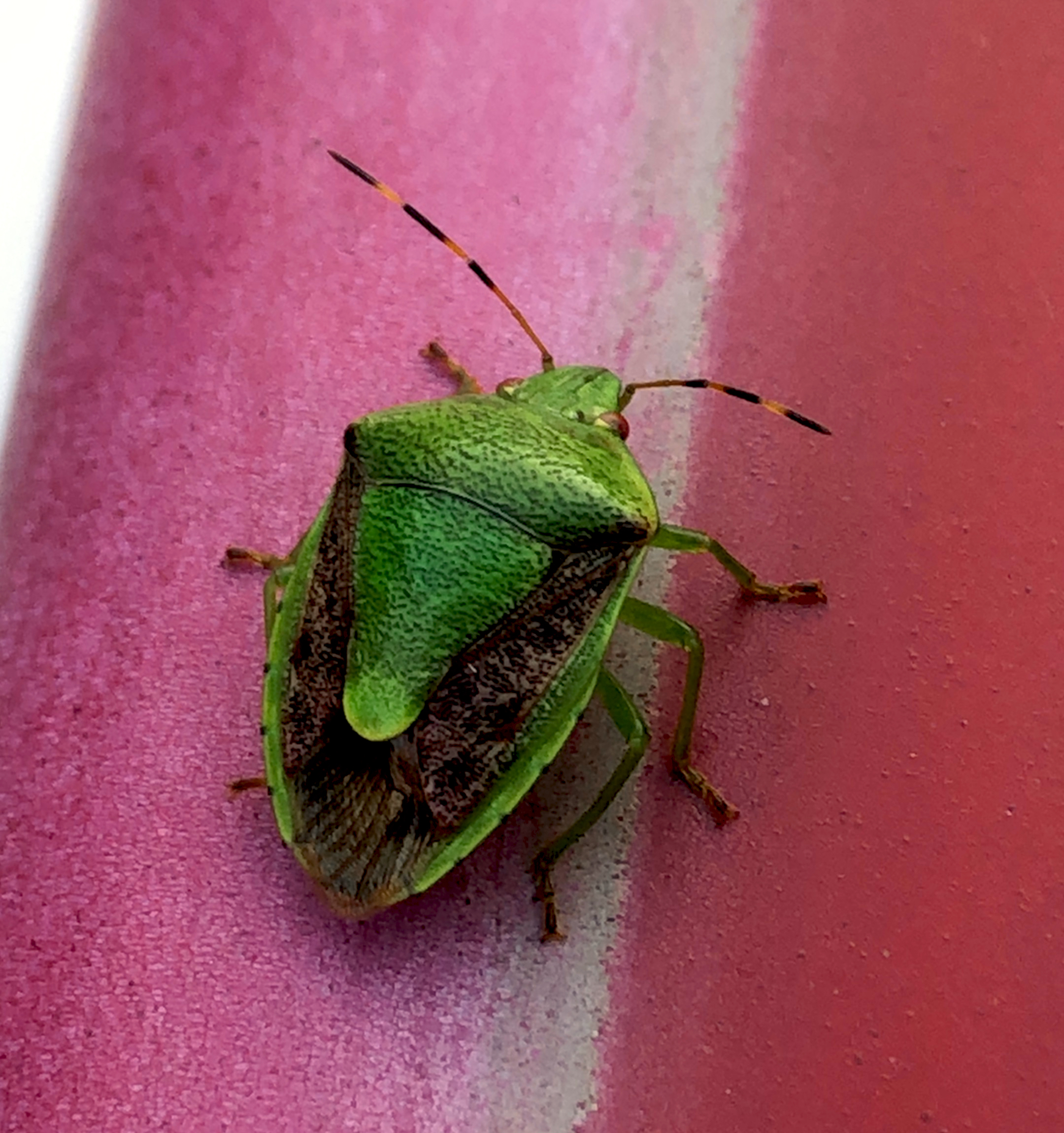
8c. チャバネアオカメムシ

スギの球果を食害する昆虫として、チャバネアオカメムシ（Plautia stali; 図8c）やスギメムシガ（Argyresthia anthocephala）、マツマダラメイガ（Dioryctria abietella）、スギカサヒメハマキ（Cydia cryptomeriae）などが知られており、スギ種子の生産を行う採種園に大きな被害を与えることがある。またスギの球果で増殖したチャバネアオカメムシが、近隣のナシやカキなどの果樹に害を与えることもある。
スジコガネ（Anomala testaceipes）、オオスジコガネ（Anomala costata）、ヒメコガネ（Anomala　rufocuprea）、ナガチャコガネ（Heptophylla picea）、キンケクチブトゾウムシ（Otiorhynchus sulcatus）、クワヒョウタンゾウムシ（Scepticus insularis）の幼虫は地中に生育し、スギの根を食害する。

### その他
ニホンジカはスギの枝葉を食べ、またニホンノウサギは苗木を食害する。ツキノワグマやニホンジカが樹皮をはいでしまうことがある（熊剥ぎ、鹿剥ぎ）。

## 著名な個体

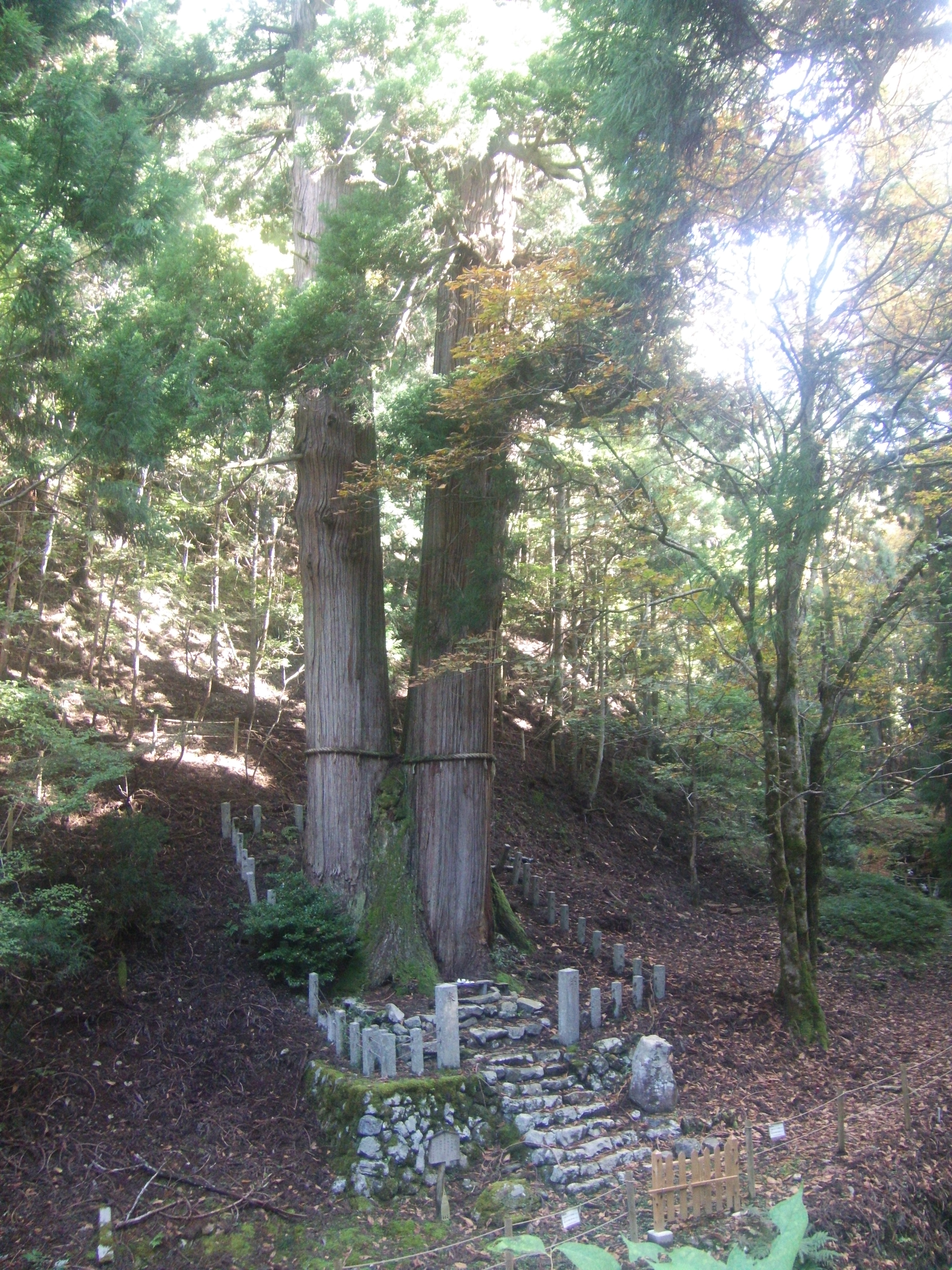
9a. 花脊の三本杉

最も樹高が高い個体は、京都市左京区の大悲山国有林にある「花脊の三本杉」（図9a）の1本（東幹）であり、2017年に高さ62.3メートルであることが報告された。三本杉の別の1本（北西幹）も高さ60.7メートルあり、2番目に樹高が高い個体とされる。また、屋久島の「縄文杉」は幹周り16メートルあり、最も太い個体とされるが、縄文杉は複数の木が癒合したものともされ、確実に1本のものは高知県長岡郡大豊町の「杉の大杉」南株であり、幹周り15メートルに達する。
スギの巨木はしばしば樹齢1,000年以上とされるが、スギは成長が早く、実際に1,000年以上のものは少ないと考えられている。屋久島の「縄文杉」はときに樹齢7,200年ともされるが確実な証拠はなく、その樹齢は明らかではない。ただし屋久島には実際に高齢樹が多いと考えられており、確実な例としては、地上6メートルの部分で1,776年の年輪を示す標本があり、ほかにも1,400年、1,345年の記録がある。

### 屋久杉

10a. 縄文杉

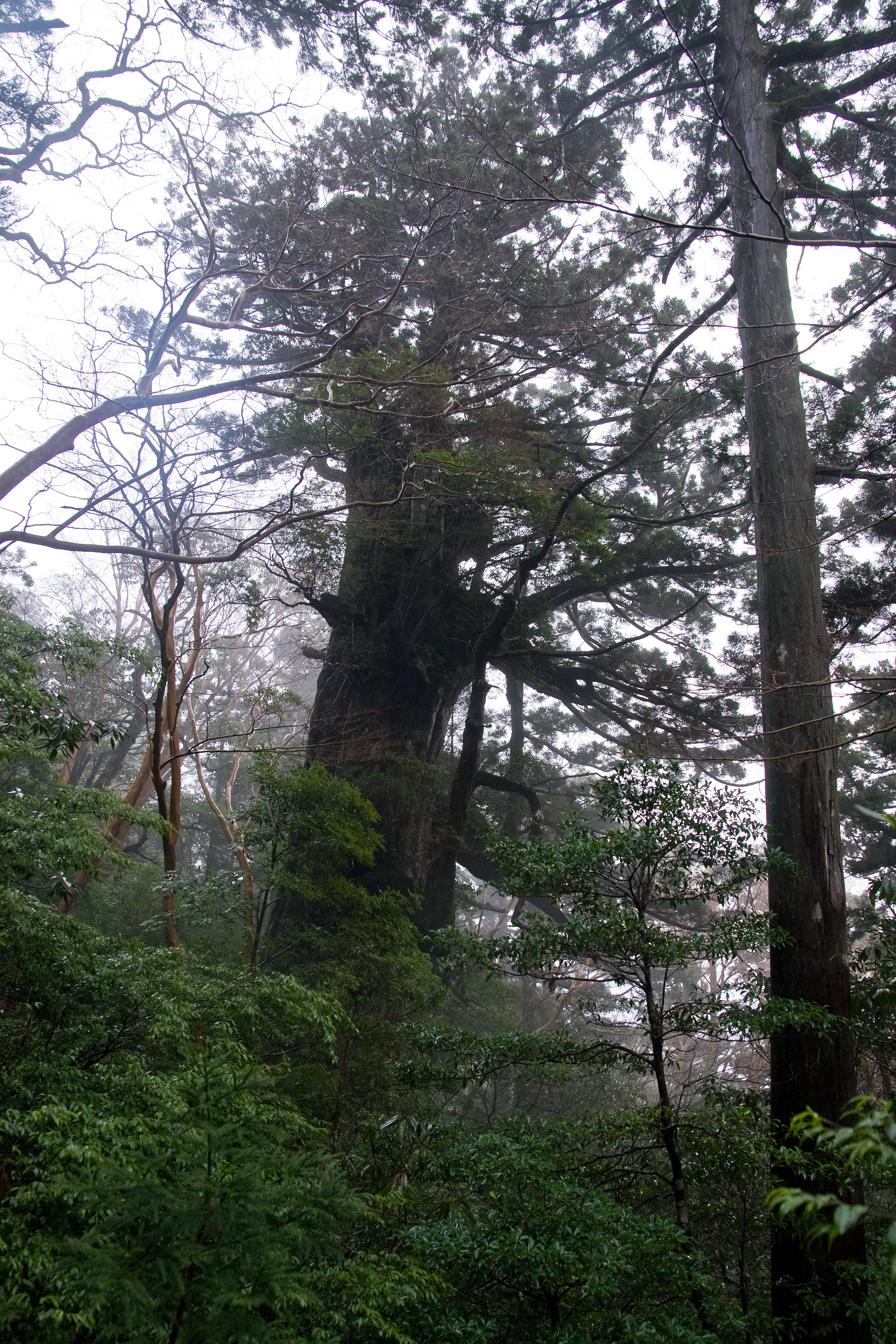
10b. 大王杉

鹿児島県の屋久島は日本におけるスギの自生地最南端であり、標高700から1,700メートルの山地に生育している。降水量は多いが花崗岩質で栄養分が乏しいため、屋久島のスギは極めて成長が遅く、樹齢1,660年でも幹の直径が180センチメートルほどにしかならない。そのため材質が緻密であり、樹脂分が多く腐食しにくいため、長命であると考えられている。一般的に屋久島のスギは屋久杉とよばれるが、現地では樹齢800–1,000年以上と考えられるものを屋久杉、それより若いものは小杉とよばれる。小杉は林業が行われ始めた時代以降のものであり、明るい伐採地で育ったため成長が良好であるが、屋久杉はそれ以前からあるもので暗い林内で育ったため成長が遅く木目が詰まっている。現存する大きな屋久杉は幹の凹凸が激しく、利用しにくいため切り残されたと考えられている。著名な屋久杉として、以下のものがある。また、下記のように、屋久島のスギ原生林は特別天然記念物に指定されている。
- 縄文杉（図10a）：1966年に発見された。樹高25.3メートル、幹周16.4メートル、最大の屋久杉とされるが、複数の個体が癒合したものともされる[106][107][15]。樹齢は2,200年から7,200年まで諸説ある[106][107]。2005年に折れた大枝は約1,000歳であった[107]。
- 大王杉（図10b）：急斜面に生えている[107]。縄文杉の発見以前は最大の屋久杉とされていた[106][107]。樹高24.7メートル、幹周11.1メートル[106][107]。樹齢は3,000年ともされる[106][107]。
- 弥生杉：樹高26.1メートル、幹周8.1メートル[106][107]。樹齢は3,000年ともされる[106]。幹の変形が著しいため切り倒されずに残されたとされる[106][107]。
- 紀元杉：樹高19.5メートル、幹周8.1メートル[106][107]。樹齢は3,000年ともされる[106][107]。
- 三代杉：三代のスギからなるとされ、一代目が2,500年前に発芽し樹齢1,200年で倒木、その上で発芽した二代目が樹齢1,000年で伐採され、その切り株から萌芽したのが現在の三代目とされる[106]。三代目は樹高38.4メートル、幹周4.4メートル、樹齢350年とされる[106]。
- 二代大杉：江戸時代に伐採された一代目の切り株の上で成長したもの[106]。樹高32メートル、幹周3.9メートル[106]。
- ウィルソン株：幹周13.8メートルの切り株[106][107]。この名は、屋久杉を世界に紹介した米国の植物学者であるアーネスト・ヘンリー・ウィルソンに由来する[106]。豊臣秀吉による方広寺（または大坂城）建設のために切り出されたと考えられている[106]。

### 天然記念物

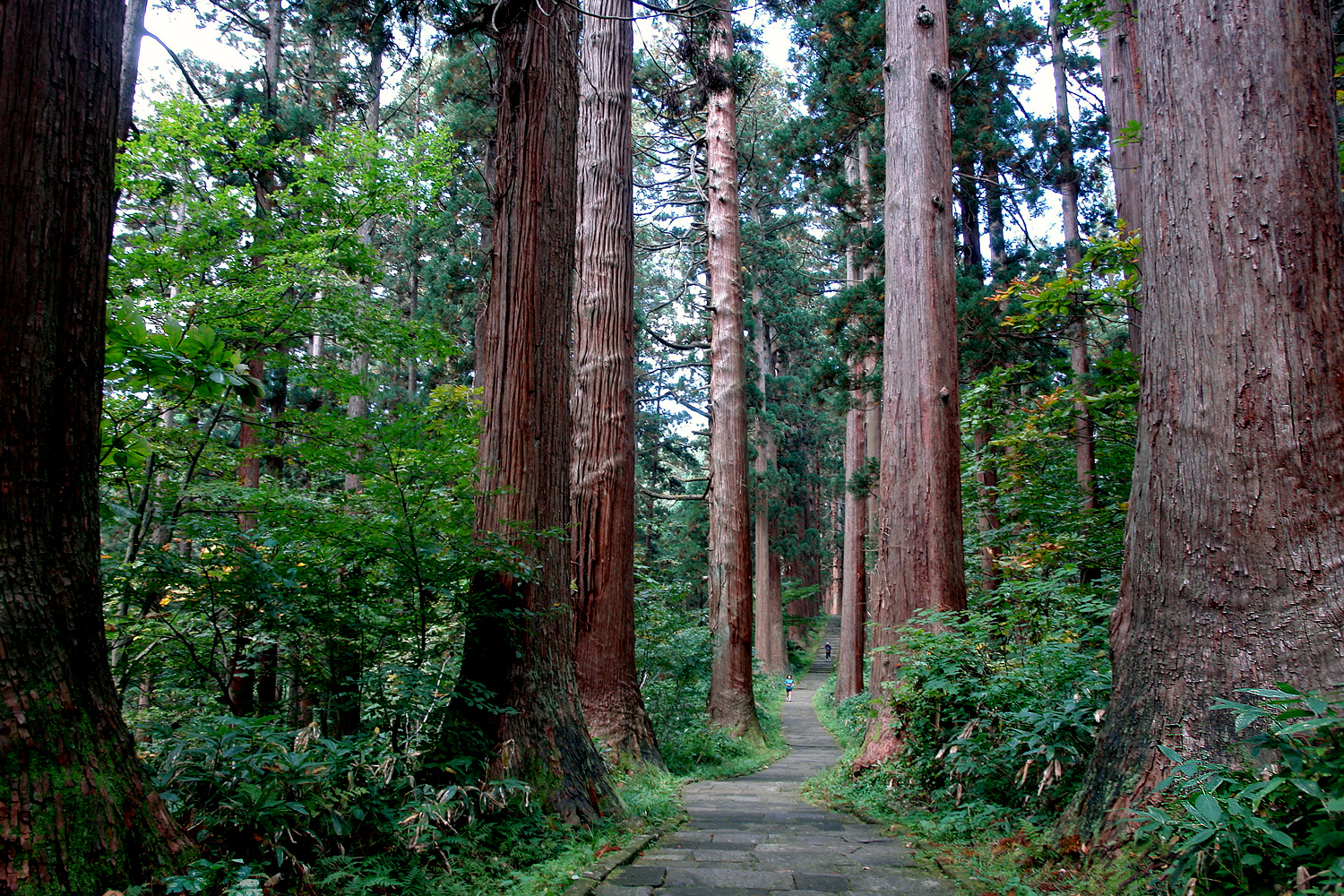
11b. 羽黒山のスギ並木

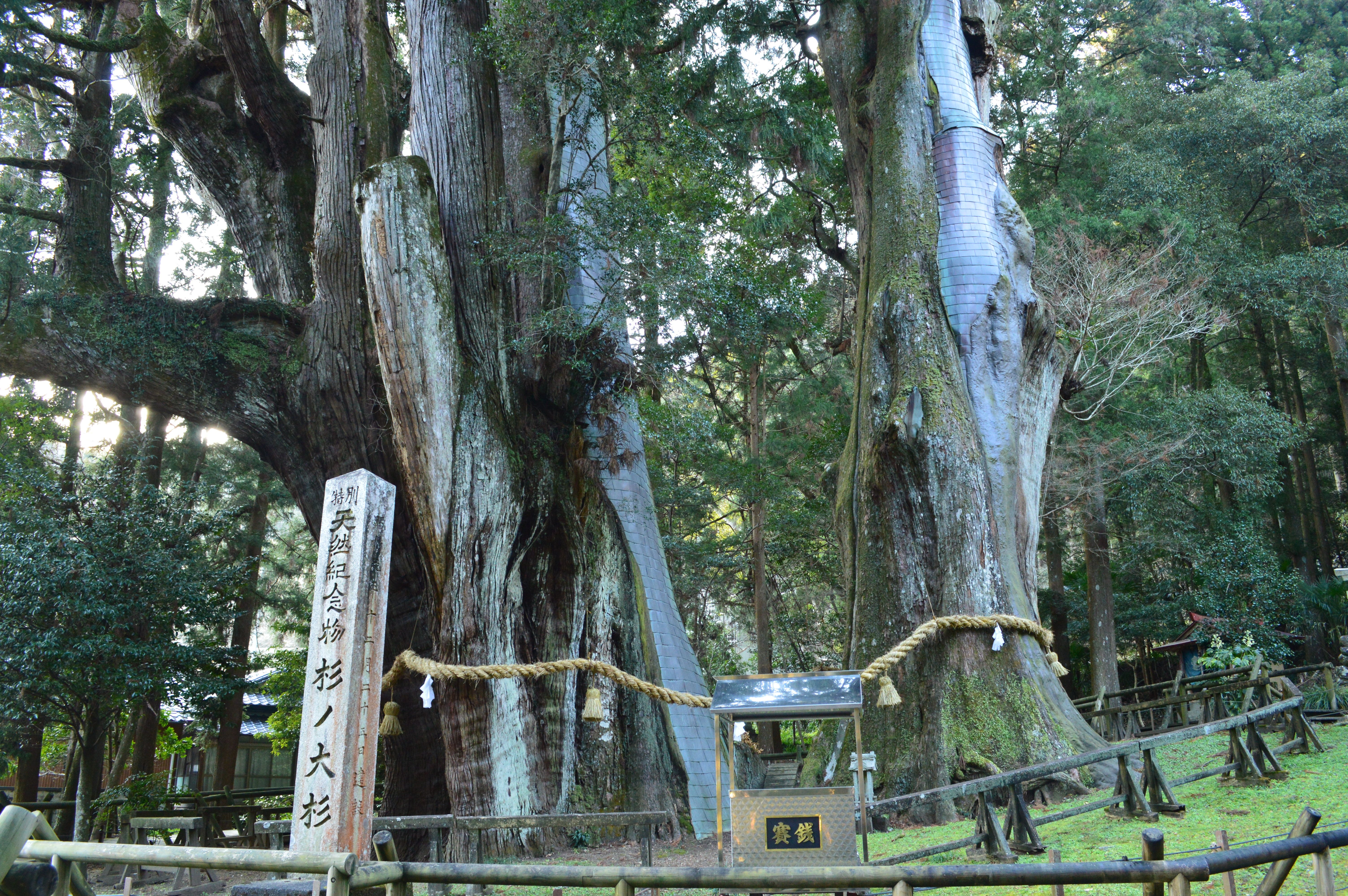
11f. 杉の大スギ

2023年現在、日本において国の特別天然記念物（*で示している）または天然記念物に指定されているスギは、下記のように49件ある。植栽されたものが多いが、スギの原生林も含まれる。また、県や市区町村で指定されているものも多い。
- 桃洞・佐渡のスギ原生林（秋田県北秋田市）
- 木幡の大スギ（福島県二本松市）（図11a）11a. 木幡の大スギ
- 杉沢の大スギ（福島県二本松市）

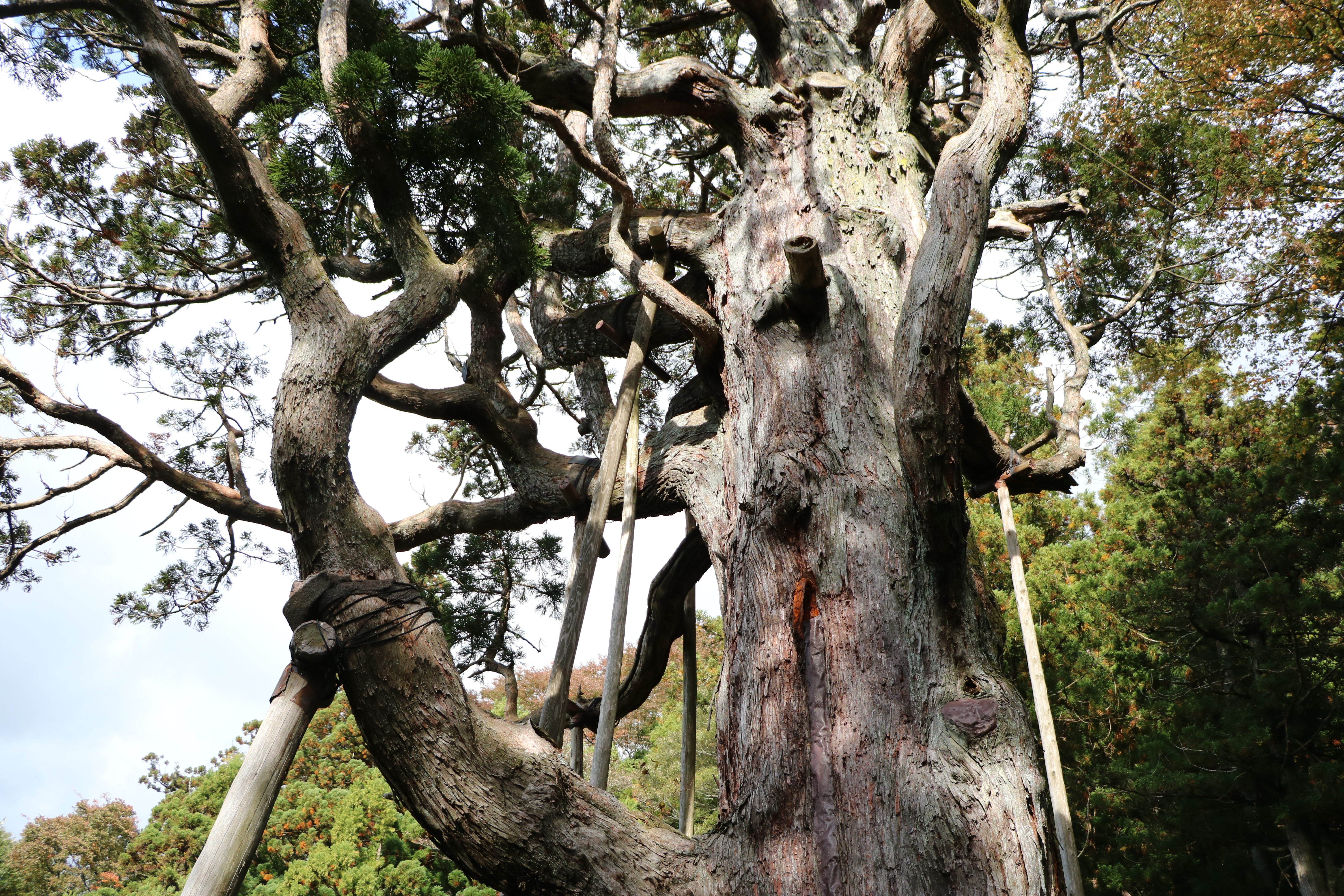
11a. 木幡の大スギ

- 諏訪神社の翁スギ媼スギ（福島県田村郡小野町）
- 熊野神社の大スギ（山形県鶴岡市）
- 羽黒山の爺スギ（山形県鶴岡市）
- *羽黒山のスギ並木（山形県鶴岡市）（図11b）11b. 羽黒山のスギ並木
- 山五十川の玉スギ（山形県鶴岡市）
- 逆スギ（栃木県那須塩原市）
- *日光杉並木街道（栃木県日光市、鹿沼市）
- 安中原市のスギ並木（群馬県安中市）
- 榛名神社の矢立スギ（群馬県高崎市）
- 安良川の爺スギ（茨城県高萩市）
- 清澄の大スギ（千葉県鴨川市）
- 箒スギ（神奈川県足柄上郡山北町）
- 将軍スギ（新潟県東蒲原郡阿賀町）（図11c）11c. 将軍スギ
- 天神社の大スギ（新潟県妙高市）
- 虫川の大スギ（新潟県上越市）
- 杉沢の沢スギ（富山県下新川郡入善町）
- 御仏供スギ（石川県白山市）
- 栢野の大スギ（石川県加賀市）
- 八幡神社の大スギ（石川県加賀市）

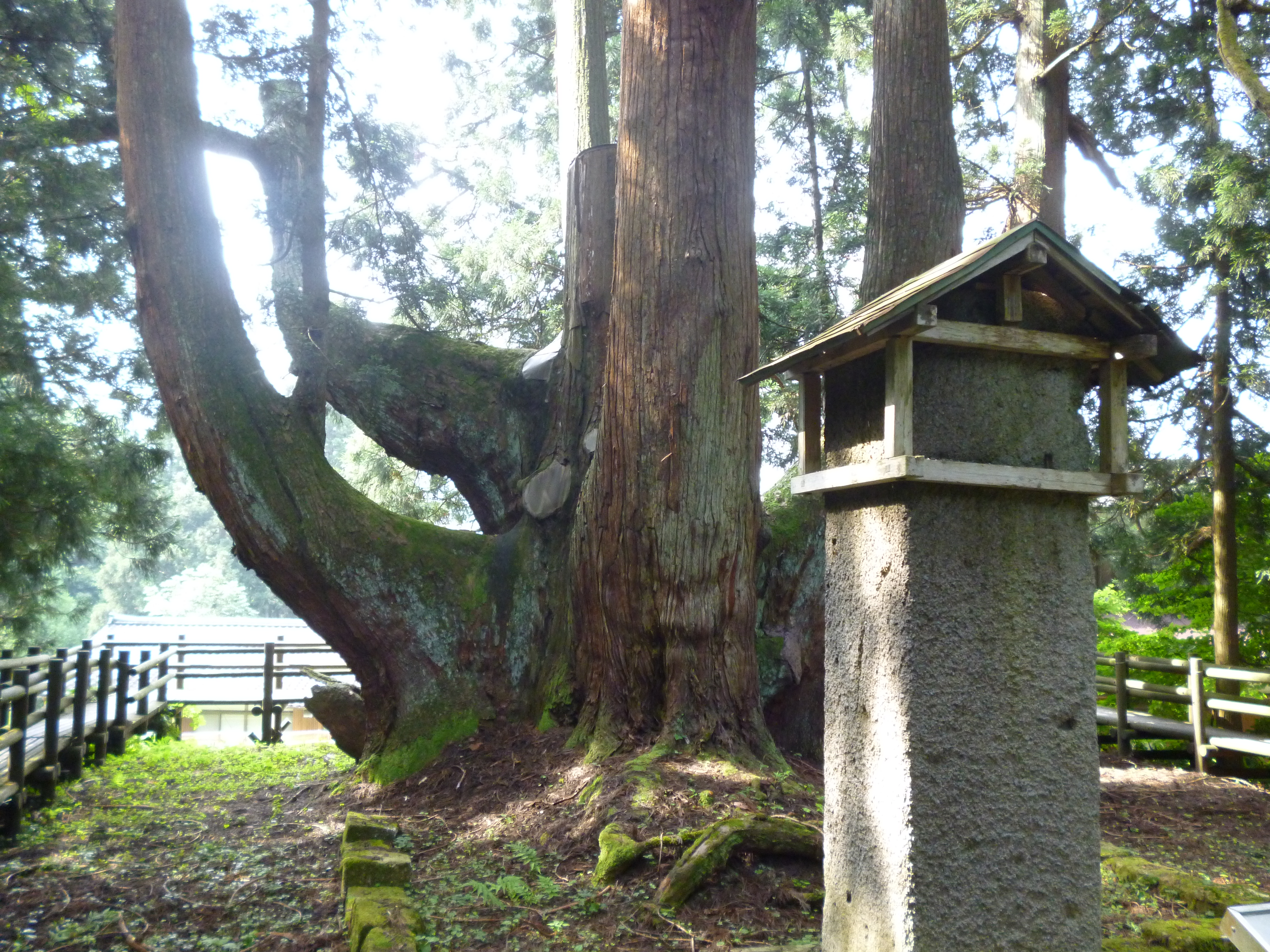
11c. 将軍スギ

- 精進の大スギ（山梨県南都留郡富士河口湖町[110]）（図11d）11d. 精進の大スギ
- 月瀬の大スギ（長野県下伊那郡根羽村）
- 智満寺の十本スギ（静岡県島田市）
- 杉本の貞観スギ（愛知県豊田市）
- *石徹白のスギ（岐阜県郡上市）
- 神ノ御杖スギ（岐阜県郡上市）
- 大山の大スギ（岐阜県加茂郡白川町）
- 神淵神社の大スギ（岐阜県加茂郡七宗町）
- 加子母のスギ（岐阜県中津川市）
- 久津八幡神社の夫婦スギ（岐阜県下呂市）

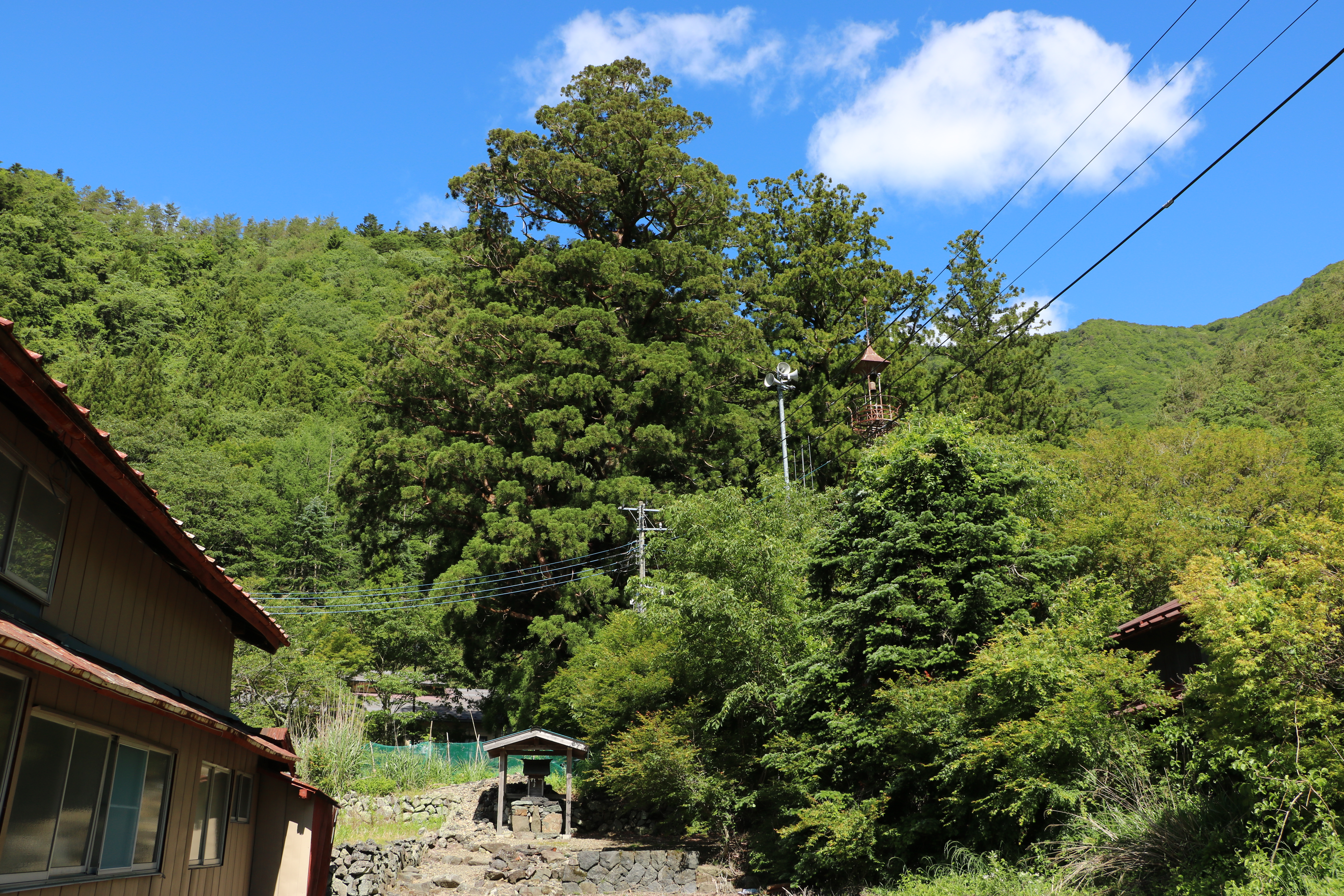
11d. 精進の大スギ

- 禅昌寺の大スギ（岐阜県下呂市）（図11e）11e. 禅昌寺の大スギ
- 千光寺の五本スギ（岐阜県高山市）
- 八ツ房スギ（奈良県宇陀市）

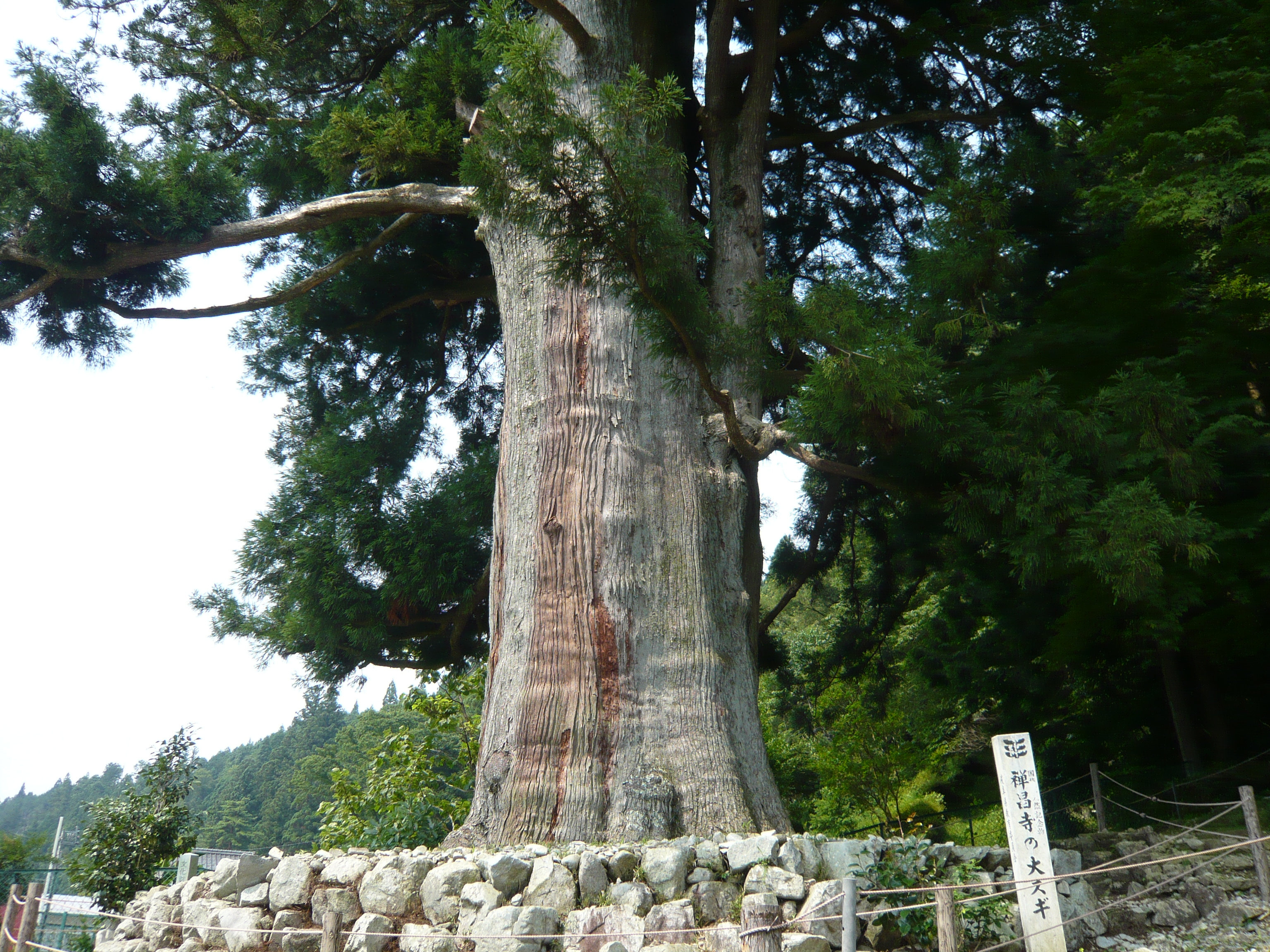
11e. 禅昌寺の大スギ

- 玉若酢命神社の八百スギ（島根県隠岐郡隠岐の島町）
- 大玉スギ（山口県周南市）
- 平川の大スギ（山口県山口市）
- *杉の大スギ（高知県長岡郡大豊町）（図11f）11f. 杉の大スギ
- 天神の大スギ（高知県香南市）
- 英彦山の鬼スギ（福岡県田川郡添田町）
- 女夫木の大スギ（長崎県諫早市）
- 阿弥陀スギ（熊本県阿蘇郡小国町）
- 金比羅スギ（熊本県阿蘇郡南小国町）
- 大杵社の大スギ（大分県由布市）
- 狭野のスギ並木（宮崎県西諸県郡高原町）
- 八村スギ（宮崎県東臼杵郡椎葉村）
- *屋久島スギ原始林（鹿児島県熊毛郡屋久島町）

## 人間との関わり
スギは、日本人にとって古くから生活に深く関わり、また信仰の対象となることもある馴染み深い樹木である。建築材や土木材、酒樽などに利用され、樹皮は屋根葺きの材料として利用されてきた。日本酒の酒蔵の軒先には、スギの葉を束ねて丸くした杉玉が吊される。線香は乾燥したスギの葉を粉末状にしたものを原料とすることがある。日本では木材用のスギの植林が戦後盛んに行われたため人工林面積の約45%を占め、また防風や風致のために植栽されることもある。スギは極めて有用な植物であるが、春先の晴れた日に花粉が大量に飛散し、これを原因とするスギ花粉症は日本人の国民病ともいわれ、社会問題のひとつとなっている。

### 木材
スギは成長が速く、その材は割りやすくやわらかく加工しやすいため、古くから利用されている。縄文時代前期（約6,000年前）の鳥浜遺跡（福井県三方上中郡）からは、板材などの大量のスギ材とともに、長さ6メートルもあるスギの丸木舟が出土している。また弥生時代の登呂遺跡（静岡県静岡市）からは、住居や生活具、水田の畦や溝の土留めとされた大量のスギ材が出土している。
材は比較的軽く、気乾比重は0.30–(0.38)–0.45、割裂性がよく、やわらかく加工しやすい。辺材と心材の差は明瞭であり、辺材は白色、心材はふつう淡紅から暗赤褐色（赤芯）だが、黒褐色のもの（黒芯）もある。スギは含水率が高いことがあり（黒芯など）、このような状態は「水食い」（wetwood）とよばれ、しばしば利用に問題が生じる。木目はまっすぐで年輪は明瞭、肌目はやや粗い。特有の匂いがあり、酒樽に用いることで日本酒の香り付けにも関わる。心材の耐朽性は中程度、耐水性にやや劣る。乾燥は速く、平均収縮率は柾目方向で0.1%、板目方向で0.25%、曲げヤング係数は 7.5–10 GPa。
日本における木材利用の75％を占めるともされる。建築材（柱、桁、垂木、天井板、欄間、長押、戸、障子など）、家具、器具、包装、樽、桶、下駄、指物、経木、曲物、箸、土木（足場丸太、杭丸太など）など様々な用途で用いられる（図12）。また、造船、電柱、天秤棒、背負子などにも使われた。
古木の材には鶉杢（うずらもく）や笹杢（ささもく）など特異な模様が生じることがあり、指物や和家具などの材料として珍重される。また、水土中に埋没して火山灰などによって青黒褐色に変色した材は神代杉（じんだいすぎ）とよばれ、工芸品などに利用される。

### 樹皮・枝葉などの利用
スギの樹皮は屋根の材料とされることがあり、このような屋根葺きは「杉皮葺き」とよばれる。また、樹皮は垣根などに利用されることもある。
スギの枝葉を集めて球形にしたものは、杉玉（酒林、杉林）とよばれる（下図13a）。日本酒の造り酒屋の軒先に吊るされる杉玉は、新酒ができたことを知らせる意味がある。最初は緑色だった杉玉はやがて枯れて茶色になり、次の新酒の際に掛け替えられる。杉玉の発祥は酒の神とされる奈良県三輪山の大神神社とされ、大神神社では三輪山のスギを神木とし、毎年11月14日によい醸造を祈願して杉玉を飾る。また、古くは防腐のために酒樽の中に杉玉を入れていたとする記述もある。
線香は、匂い線香と杉線香に大別される（下図13b）。匂い線香は、タブノキの樹皮粉末に伽羅や沈香、白檀などの香木（ときに漢方薬や香料）を混ぜて作られたものであり、墓参り以外で現在一般に使われる線香である。一方、乾燥させたスギの枝葉の粉末から作られた線香は杉線香とよばれ、煙が多いため主に墓参り用に使われている。
葉から抽出された精油は、化粧品の香料や医薬品に利用されることがある。
山奥では古くは茶に不自由であったため、スギを茶外茶として利用することがあり、「杉茶」とよばれる。
古くは、飢饉時にスギの内樹皮を食用としたことがあった。
スギのおがくずは、ヒラタケ、エリンギ、ブナシメジ、エノキタケなどの食用キノコの菌床として利用されている（上図13c）。また、スギの切り株や倒木にしばしば発生するスギヒラタケは食用とされていたが、2000年代以降、本種が急性脳症の原因となることが示唆され、食用としないよう呼び掛けられている（上図13d）。
子供のおもちゃとして、スギの雄球花（"雄花"）を弾にした杉鉄砲がある。細い竹の管と、その穴にちょうど収まるほどの竹ひごに柄をつけたものを用意し、まず管に雄球花を詰め、竹ひごで押し込む。そのあとにもう一つの雄球花を詰め、竹ひごで押し込めば、空気圧によって前の雄球花が破裂音とともに飛び出す。

### 観賞用
スギは、庭木や生垣、盆栽、いけばなに用いられることもある。ただし、下記のようにスギは神聖視されることもあるため、屋敷や生垣にすると家が滅びたり福が入らなくなるとされ、植栽が避けられることもある。スギの園芸品種は多く作出されており、例として以下のようなものがある。

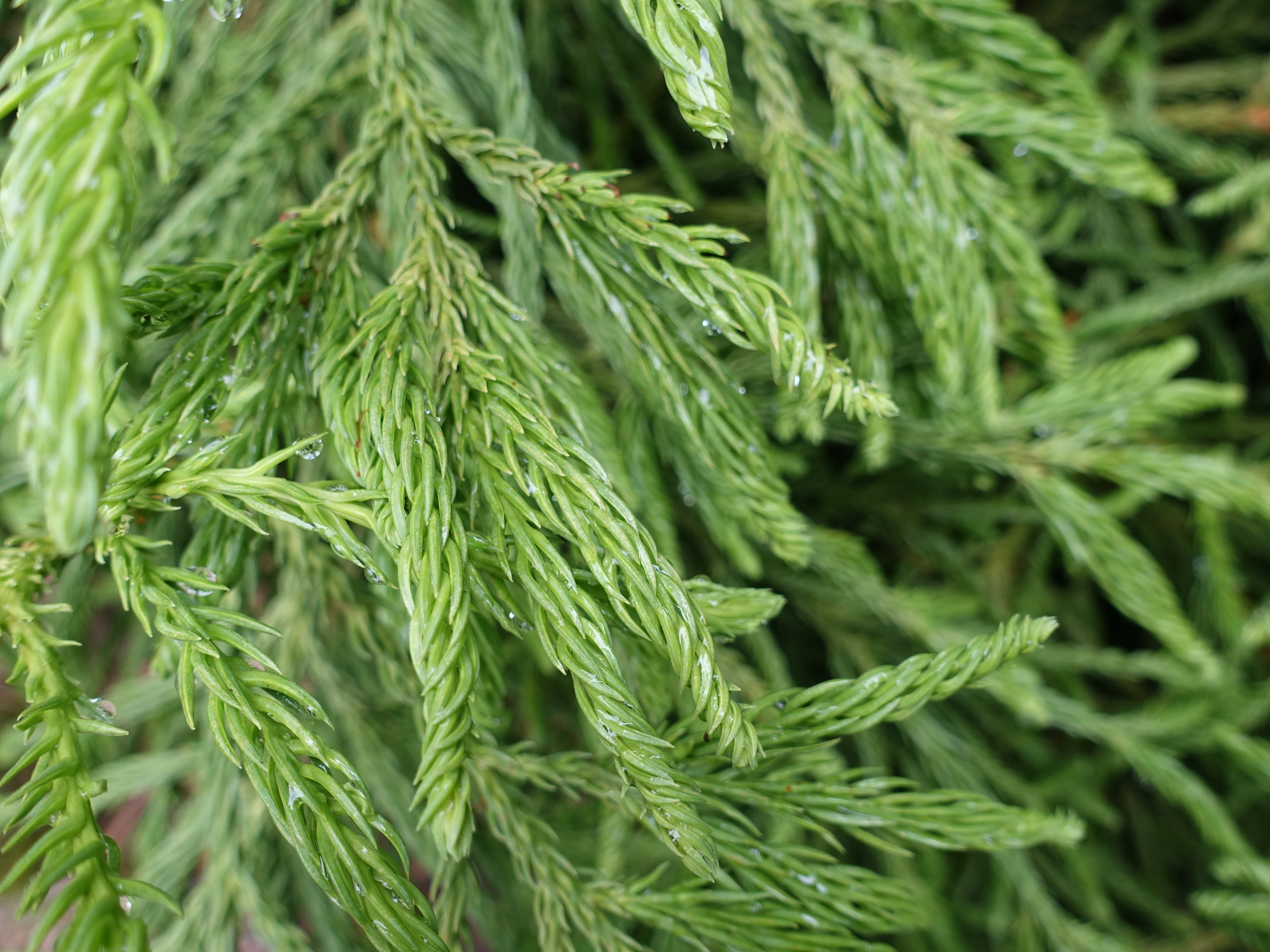
14b. ヨレスギ

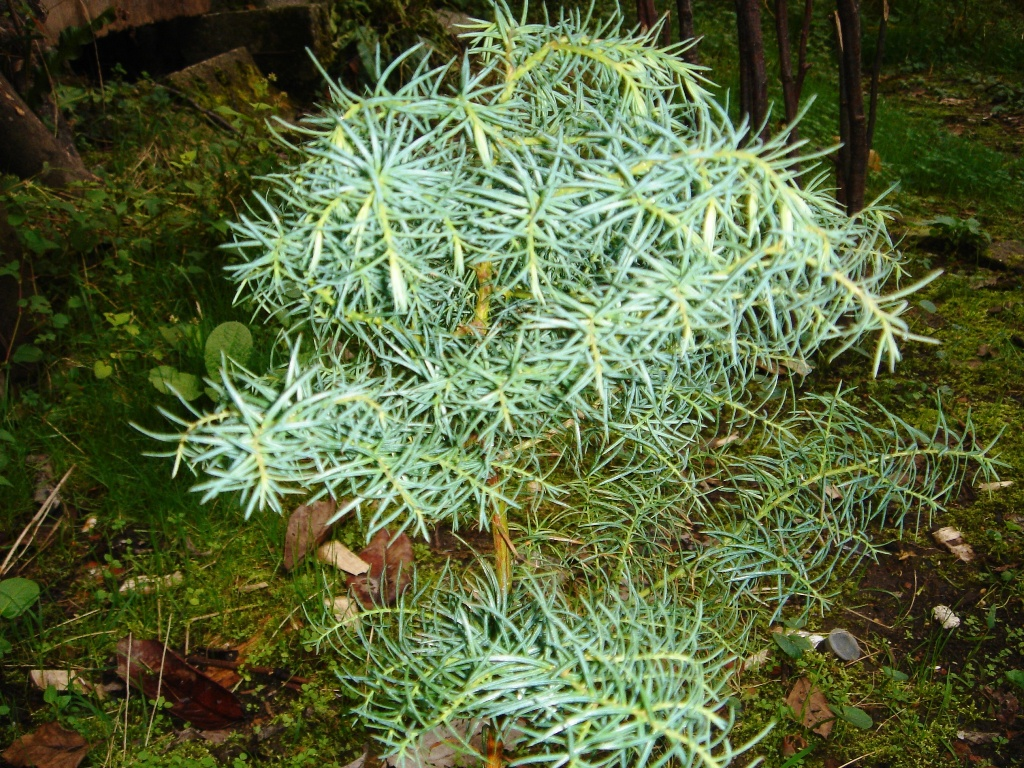
14c. ヤワラスギ

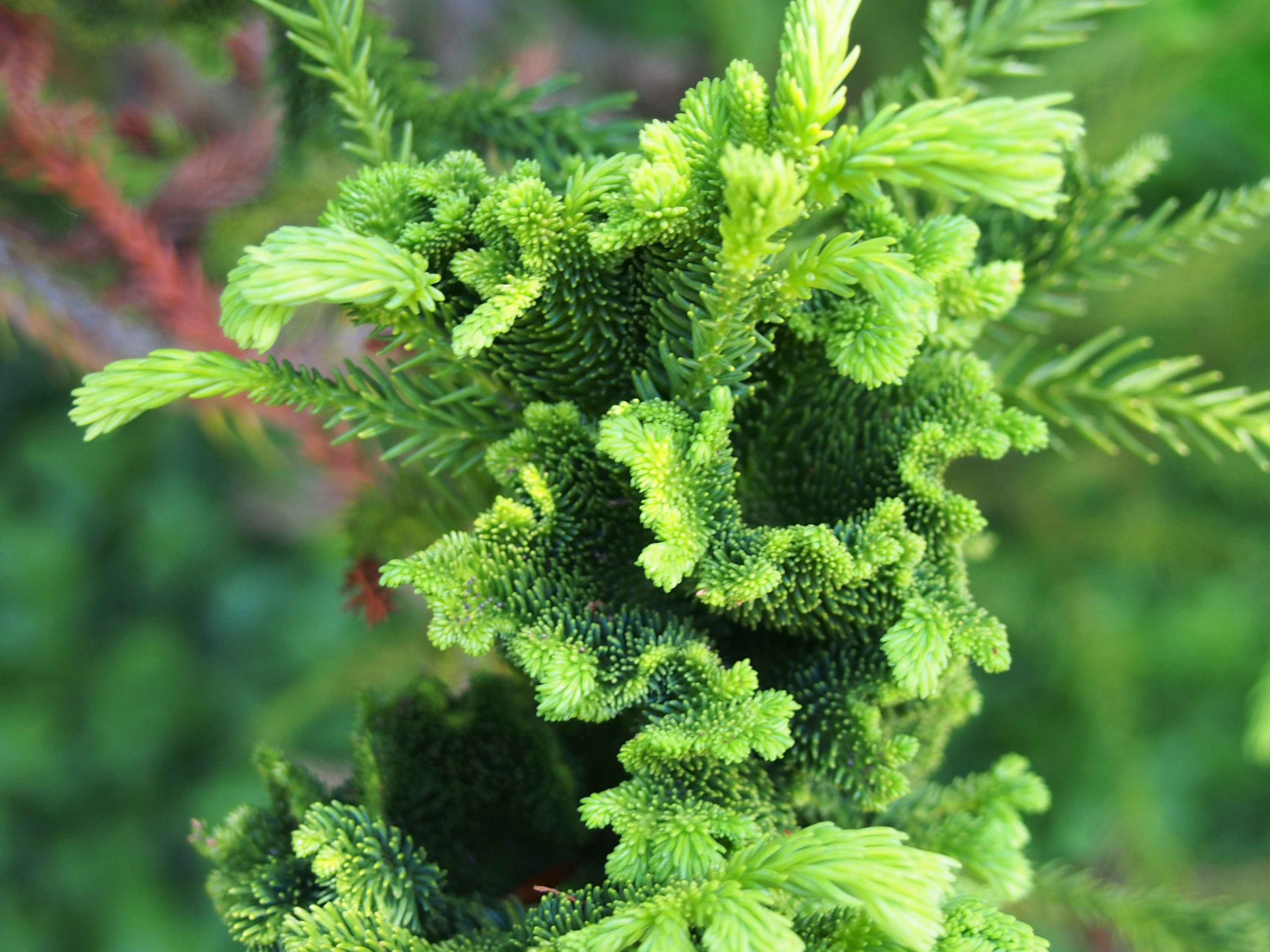
14d. セッカスギ

- エンコウスギ（猿猴杉） Cryptomeria japonica 'Araucarioides'（図14a）14a. エンコウスギ

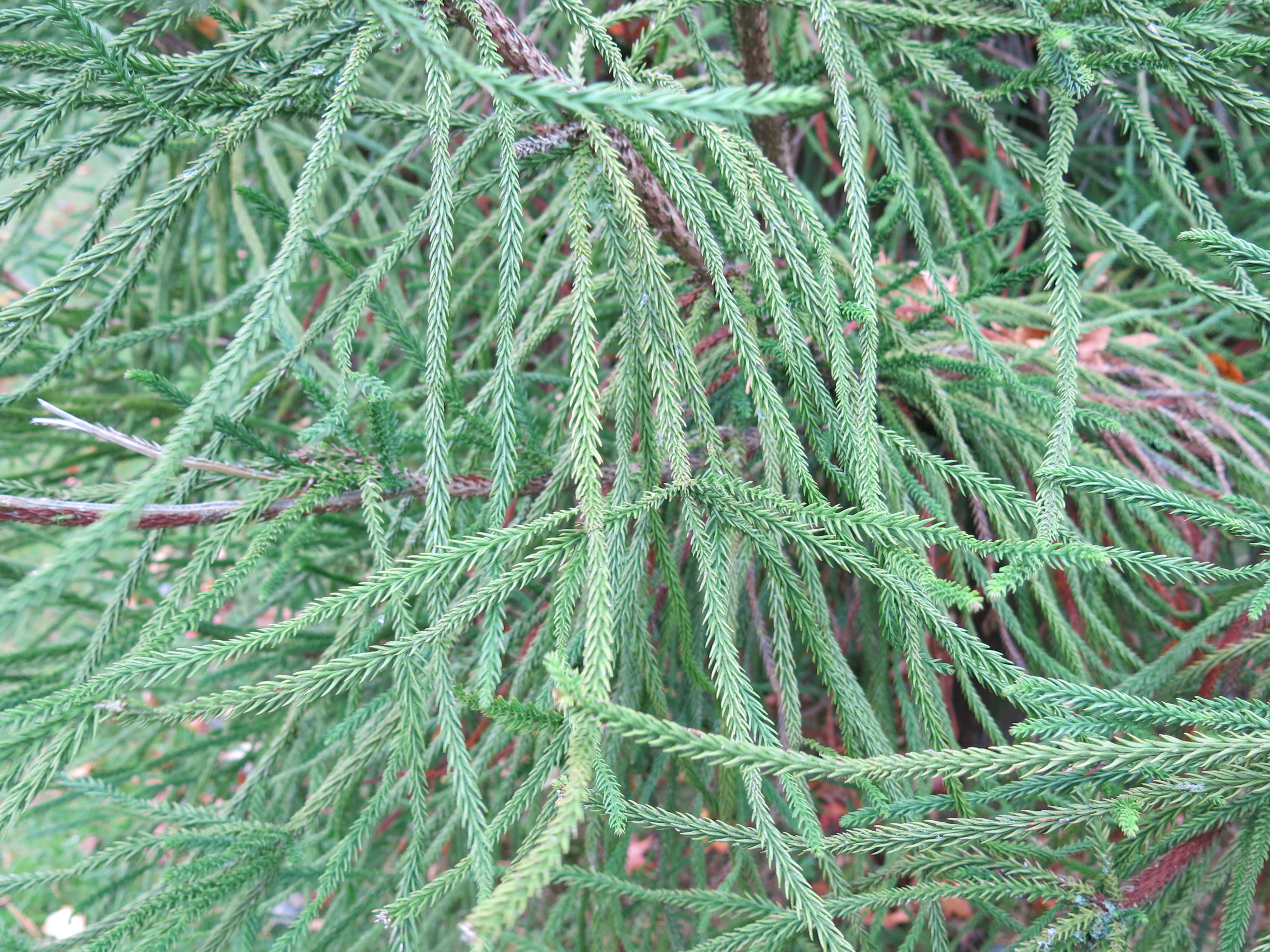
14a. エンコウスギ

枝は長く多数出て著しく伸長し、大小の葉を交互に生じる。
- ヨレスギ（縒杉） Cryptomeria japonica 'Spiralis'（図14b）14b. ヨレスギ

葉と若い枝がねじれ、葉が小さい。
- ヤワラスギ（柔杉） Cryptomeria japonica 'Elegans'（図14c）14c. ヤワラスギ

葉は細長く柔らかい。
- ムレスギ（叢杉）

枝が根元から多数出て叢生する。
- イカリスギ（錨杉） Cryptomeria japonica 'Lycopodioides'

枝が長く屈曲し、葉が小さく短い。
- セッカスギ（石化杉） Cryptomeria japonica 'Cristata'（図14d）14d. セッカスギ

枝が帯状になる（帯化）。
- オウゴンスギ（黄金杉）

若葉が黄金色を呈する。
- ミドリスギ（緑杉） Cryptomeria japonica 'Viridis'

葉が冬でも緑色を呈する。
- チャボスギ（矮鶏杉） Cryptomeria japonica 'Nana'

枝葉が短小で密生し、樹冠が半円形となる。
- マンキチスギ（万吉杉）

枝が密生し、葉が著しく剛強で開き、鋭くとがる。
- シダレスギ（枝垂杉）

枝が細長く、下垂する。
- フイリスギ（斑入杉）

葉に黄白色の斑が入る。
- メジロスギ（芽白杉） Cryptomeria japonica 'Albospica'

新芽は白色、枝は詰まって短い。
- セッカンスギ（雪冠杉） Cryptomeria japonica 'Sekkan-sugi'

新緑の際に葉の先が白色からクリーム色で雪をかぶったようになる。

### 植林
上記のようにスギは木材として古くから利用されており、当初は天然林から切り出されていたが、室町時代頃から経済的利用のための植林が行われるようになったと考えられている。火事が頻発した江戸において住宅の再建が可能だったのは、造林されたスギ林による材の大量供給があったためであるとされる。特に第二次世界大戦後の日本では、拡大造林政策によってスギやヒノキ、カラマツの人工林が急激に増加した。スギは成長が比較的速く、幹が通直で歩留まりが良いこと、材質が柔らかく加工しやすいこと、ある程度耐朽性があること、山地の中腹以下で湿った場所が生育に適しているため、好まれて植林された。現在ではスギは日本で最も多く植林されている樹種であり、面積として444万ヘクタール、人工林面積の約45%、総森林面積の18%を占めている（下図15a）。日本以外でも台湾、朝鮮半島、中国からヒマラヤ地方、レユニオン島、アゾレス諸島などで植林されている（下図15b, c）。
スギの生育に最適の環境は、年平均気温12–14°C、年降水量3,000ミリメートル以上とされる。斜面下部や谷あいでやや湿気があり、肥沃で深い土壌を好む。陽樹であるため、光が多く当たる環境が望ましい。
植え付けには実生または挿し木を用い、75％ほどは実生苗であるが、地域によっては挿木苗を用いる。挿し木の成功率は品種によって異なり、また薬剤処理や加温によって改善される報告がある。実生苗と挿し木苗では前者の方が成長が良いとされることが多く、このため積雪地では挿し木苗が不利とする報告がある。
植林の場合は、一般には1ヘクタール当り3,000本植えが標準とされている。よい材を育てるために、過密林を避けて成木の間引き（間伐）が行われる。スギ林は、幼時からこのような間伐や枝打ち、林縁の保護、病虫害への対処などの管理を必要とする。
特異な育成を行うこともあり、京都市北山地方では1本の株（台杉）から多数の幹をまっすぐに育て（台杉仕立て）、これを磨き丸太として利用している（上図15d）。台杉となる木は、「シロスギ（白杉）」とよばれる木から挿し木で増やしたものが使われている。
生産地ごとに材の特徴や生産・管理方法に違いがあり、床柱の北山杉、酒樽の吉野杉、造船の飫肥杉、仏壇の屋久杉など産地によって用途を使い分けられることもあったが、現在でも地域名を冠して「…杉」とよばれブランド化されている。スギの産地名を冠したものとして以下のような例がある。
- 道南杉（どうなんすぎ）[106]: 北海道道南（渡島・桧山地方）。
- 鯵が沢杉（あじがさわすぎ）[106]: 青森県西津軽郡鯵ヶ沢町。
- 鶯宿杉（おうしゅくすぎ）[106]: 岩手県岩手郡雫石町、和賀郡沢内村。
- 気仙杉（けせんすぎ）[39][106]: 岩手県気仙郡、下閉伊郡南部。
- 秋田杉（あきたすぎ）[128][7][39][106]: 秋田県北部、特に米代川流域。天然のものは特に「天然秋田杉」とよばれる。
- 桃洞杉（とうどうすぎ）[106]: 秋田県北秋田郡阿仁町、森吉町（標高800–900メートル）。
- 鳥海群杉（ちょうかいむらすぎ）[106]: 秋田県由利郡矢島町、鳥海村。
- 西山杉（にしやますぎ）[39][106]: 山形県西村山郡。
- 金山杉（かなやますぎ）[39][106]: 山形県最上郡金山町。
- 山の内杉（やまのうちすぎ）[106]: 山形県最上郡戸沢村。
- 栗駒杉（くりこますぎ）[106]: 宮城県北部の栗駒山麓。
- 八溝杉（やみぞすぎ）[39][106]: 栃木県・茨城県・福島県の県境付近にある八溝山系。茨城県のものは茨城杉（いばらきすぎ）ともよばれる。
- 日光杉（にっこうすぎ）[39][106]: 栃木県日光市、今市市、鹿沼市。
- 西川杉（にしかわすぎ）[128][39][106]: 埼玉県飯能市。
- 山武杉（さんぶすぎ）[128][39][106]: 千葉県東部山武地方。
- 青梅杉（おうめすぎ）[39][106]: 東京都青梅市。
- 根羽杉（ねおすぎ）・遠山杉（とおやますぎ）[39][106]: 長野県下伊那郡根羽村・南信濃村。
- 天竜杉（てんりゅうすぎ）[128][39][106]: 静岡県浜松市天竜区、磐田郡（水窪町・佐久間町・龍山村）。
- 三河杉（みかわすぎ）[39][106]: 愛知県南設楽郡・北設楽郡・新城市・東加茂郡・額田郡。
- 鳳来杉（ほうらいすぎ）[7]: 愛知県旧鳳来町。
- 東濃杉（とうのうすぎ）[139]: 岐阜県の裏木曽、東濃地域。
- 長良杉（ながらすぎ）[39][106]: 岐阜県郡上郡・武儀郡長良川流域。
- 飛騨杉（ひだすぎ）[140]: 岐阜県高山市。
- 越後杉（えちごすぎ）[106]: 新潟県。
- 立山杉（たてやますぎ）[128][7][39][106]: 富山県東部。
- 足羽杉（あすわすぎ）・河和田杉（かわだすぎ）[39][106]: 福井県美山町・鯖江市。
- 谷口杉（たにぐちすぎ）[39][106]: 滋賀県長浜市谷口町。田根杉（たねすぎ）ともよばれる。
- 北山杉（きたやますぎ）[128][39][106]: 京都府京都市北山地方。
- 宇治田原杉（うじたわらすぎ）[39][106]: 京都府京都市南部、宇治田原町一帯。
- 春日杉（かすがすぎ）[39][106]: 奈良県奈良市東部の春日山原始林一帯。
- 吉野杉（よしのすぎ）[7][39][106]: 奈良県吉野郡の吉野川上流域。
- 御山杉（みやますぎ）[39][106]: 三重県伊勢市の内宮・外宮および滝原宮の神域。
- 尾鷲杉（おわせすぎ）[141]: 三重県尾鷲市。
- 紀州杉（きしゅうすぎ）[142]: 和歌山県の紀伊山地周辺。
- 河内杉（かわちすぎ）[39][106]: 大阪府河内地方。
- 宍粟杉（しそうすぎ）[128][7]: 兵庫県宍粟市。
- 若桜杉（わかさすぎ）[39][106]: 鳥取県東部の若桜町一帯。
- 智頭杉（ちずすぎ）[128][128][39][106]: 鳥取県東南部の智頭町一帯。
- 八郎杉（はちろうすぎ）[143]: 広島県廿日市吉和。
- 木頭杉（きとうすぎ）[128][39][106]: 徳島県西南部の那賀郡・海部郡。
- 徳島杉（とくしますぎ）[144]: 徳島県の吉野川南岸から剣山周辺。
- 相生杉（あいおいすぎ）[145]: 徳島県南部の那賀町。
- 久万杉（くますぎ）[128][106]: 愛媛県中部久万高原町、小田町。
- 魚梁瀬杉（やなせすぎ）[128][7][39][106]: 高知県東部の馬路村・東洋町を中心とした一帯。土佐杉ともいう。
- 八女杉（やめすぎ）[128][39][106]: 福岡県八女郡一帯。
- 日田杉（ひたすぎ）[128][39][106]: 大分県日田市を中心とした一帯。
- 市房杉（いちふさすぎ）[39][106]: 熊本県水上村の市房神社の神社林および周辺一帯。
- 小国杉（おぐにすぎ）[128][39][106]: 熊本県阿蘇郡小国地方。
- 飫肥杉（おびすぎ）[128][39][106]: 宮崎県日南市を中心とした飲肥地方一帯。
- 霧島杉（きりしますぎ）[39][106]: 鹿児島県霧島町の霧島神宮の神宮林。
- 屋久杉（やくすぎ）[128][39][106]: 鹿児島県屋久島。

スギの人工林は急速に増えたが、輸入材の急増や労働力の高齢化によって林業が衰退し、このような人工林の中には管理されずに放置されるものも増えていった。このような放置林は豪雨などによって崩壊して災害を引き起こすこともある。拡大造林政策によってつくられた人工林が収穫期（主伐期）を迎えているが、このような状況のもとで利用されずに放置されている。放置された人工林では林床が暗く草本などが育たず、生物多様性が低い環境となってしまい、「緑の砂漠」ともよばれる。そのため、スギなど単一樹種からなる人工林に広葉樹などを導入する複層林施業なども進められている。

### 防災・風致
スギは保安林区域内にもしばしば生育している樹種であり、生態的に沢沿いを好むことから水源かん養保安林や土石流被害軽減のための土砂流出防備保安林、雪崩被害軽減のためのなだれ防止保安林での指定が多い（下図16a, b）。保安林に指定されたスギ林では、しばしば砂防ダムや雪崩防止柵などが設置され伐採も制限されている。
スギは深根性であり、根を深くまで伸ばす。スギの根系直径10ミリメートル (mm) の引き抜き抵抗力は 100 kgf 程度でヒノキや広葉樹（ナラ類）と同程度であり、アカマツやカラマツよりも大きいため、土砂災害に強い森林づくりに好ましい樹種とされる。スギなどの人工林は土砂崩れに弱いといわれることもあるが、上記のようにそのようなことはない。ただし、そもそも土砂崩れが起こりやすい水分が多い環境にスギが植林されるため、スギ植林地で災害が多く起こってしまう（上図16c）。
スギは防風の効果を期待して屋敷林として植栽されることがあり、富山平野（砺波平野を含む）や北関東の屋敷林にはしばしばスギが用いられている（下図17a, b）。アゾレス諸島でも、スギが防風林として利用されている。
スギは並木道の木として用いられることもあり、スギの並木道は各地に見られる（上図17c, d）。

### 文化
スギは古くから日本人にとって重要な樹種であり、『日本書紀』では、スギは須佐之男命によってつくられた4種の有用木の1つとされている（ほかはヒノキ、コウヤマキ、クスノキ）。
スギは樹形が美しく日本人の心情によく合い、また神を祭る神聖な木とされ、神社などで広く植栽されてきた。『万葉集』でも、下記のように詠まれた歌があり、古くから植栽されていたことを示している。

古の 人の植ゑけむ 杉が枝に 霞たなびく 春は来ぬらし
—柿本人麻呂、『万葉集』巻10-1814番
『万葉集』では、ほかにもスギに関する歌がいくつか詠まれている。下記の歌は「神聖な三輪の杉に触れてしまった罪のため、あなたに会えなくなってしまったのだろうか」としており、三輪のスギが神聖視されていたことを示している（下図18a）。

味酒を 三輪の祝が いはふ杉 手触れし罪か 君に逢ひがたき
—丹波大女娘子、『万葉集』巻4-712番
『古今和歌集』にもスギに関わる下記の歌があり、三輪明神の神婚説話と結び付いて明神の歌と伝承されるようになった。

我が庵は 三輪の山もと 恋しくは 訪らひ来ませ 杉立てる門
—よみ人しらず、『古今和歌集』巻18 雑歌下、982
伏見稲荷神社にある神木とされるスギは「験の杉（しるしのすぎ）」とよばれ、折り取って植えた枝が枯れなければ願いが通じた、または福を得たしるしとされた。験の杉の記述は古くからあり、『山城国風土記』、『蜻蛉日記』、『更級日記』などに見られる。このほかにも鹿島神宮（茨城県）の「神木杉」、豊受大神宮（三重県）の「五百枝の杉」、香椎宮（福岡県）の「綾杉」なども、神木として知られている（下図18）。また、スギの枝葉は魔除けや安産のお守りとされることがある。
著名な武将が矢を射立てたとする伝承があるスギも、各地に存在する。藤原秀衡が射立てたとするスギが宮城県名取市に、源頼朝が射立てたとするスギが山梨県大月市にある。
日本では、古くは人の死後三十三回忌に弔い上げ（最後の年忌法要）を行い、その後は仏は神になるという考えがあるが、その際に墓地に杉卒塔婆または梢付塔婆としてスギの小枝を立てる風習がある。
スギを家紋に用いている例もある。江戸時代には十数の家が杉紋を用いており、特に大和国の大神神社の神官関係者が多く、大神（おおみわ）氏やその一族である緒形氏もこれを用いていた。家紋の種類としては、一本杉、並び杉、三本杉、杉巴、割り杉などがある。

### スギをシンボルとする自治体
上記のように日本ではスギは極めて身近な樹木であり、またスギを用いた林業が盛んな地域も多いため、スギをシンボルとしている自治体は多い。

#### 県の木
- 秋田県（秋田杉）[166]
- 富山県（立山杉）[166]
- 三重県（神宮杉）[166]
- 奈良県[166]
- 高知県（ヤナセスギ）[166]

#### 市区町村の木
- 北海道：木古内町[167]、乙部町[167]、知内町[168]、福島町[167]
- 岩手県：陸前高田市[169]、雫石町[170]、金ケ崎町[171]、平泉町[172]、住田町[173]、山田町[174]
- 宮城県：登米市[175]、丸森町[176]、涌谷町[177]、女川町[178]
- 秋田県：男鹿市[179]、大館市（秋田杉）[180]、にかほ市（むら杉）[181]、五城目町[182]、上小阿仁村（秋田杉）[183]、東成瀬村（秋田杉）[184]
- 山形県：大江町[185]、戸沢村（山ノ内杉）[186]
- 福島県：喜多方市（飯豊杉）[187]、塙町[188]、石川町[189]、古殿町[190]、楢葉町[191]、小野町[192]
- 栃木県：鹿沼市[193]、市貝町[194]
- 群馬県：安中市[195]、下仁田町[196]、南牧村[197]、榛東村[198]
- 埼玉県：飯能市[199]、杉戸町[200]
- 千葉県：山武市[201]
- 東京都：杉並区[202]、青梅市[203]、奥多摩町[204]
- 新潟県：加茂市[205]、阿賀町[206]
- 富山県：砺波市[207]、小矢部市（宮島杉）[208]、立山町（立山杉）[209]
- 石川県：加賀市[210]
- 福井県：勝山市[211]、池田町[212]
- 山梨県：道志村[213]
- 長野県：須坂市（クマスギ）[214]、根羽村[215]
- 静岡県：裾野市[216]
- 愛知県：東栄町[217]
- 岐阜県：関市[218]、関ケ原町[219]
- 三重県：亀山市[220]、熊野市（熊野杉）[221]
- 和歌山県：新宮市（熊野杉）[222]、印南町[223]、古座川町[224]
- 滋賀県：甲賀市[225]、多賀町[226]
- 京都府：和束町[227]
- 奈良県：桜井市[228]、下市町[229]、吉野町（吉野杉）[230]、曽爾村[231]、御杖村[232]、黒滝村[233]、天川村[234]、川上村（吉野杉）[235]、十津川村[236]
- 大阪府：豊能町[237]
- 鳥取県：智頭町[238]、日野町[239]
- 島根県：隠岐の島町[240]
- 岡山県：新庄村[241]、西粟倉村[242]
- 徳島県：神山町（神山杉）[243]
- 愛媛県：久万高原町[244]
- 高知県：大豊町[245]、土佐町[246]、田野町（魚梁瀬杉）[247]、馬路村（やなせすぎ）[248]、香美町[248]、越知町[248]、梼原町[248]
- 福岡県：篠栗町[249]
- 熊本県：大津町[250]、菊陽町[251]、南小国町[252]、小国町[253]、津奈木町[254]、水上村[255]、山江村[256]、球磨村[257]
- 宮崎県：日南市（飫肥杉）[258]、五ヶ瀬町（アオスギ）[259]
- 鹿児島県：屋久島町（屋久杉）[260]

### スギ花粉症
花粉が原因となって引き起こされるアレルギー反応は花粉症とよばれ、くしゃみ、鼻水、目の充血、かゆみなどの症状を示す。日本ではスギの花粉を原因とする花粉症（スギ花粉症）が最も多く、日本の全人口の1割以上がスギ花粉症に罹患しているともされる。そのため、例年2月から3月にかけて、マスコミなどでもスギ花粉情報が発信されている。ただし、花粉症の原因となる花粉はスギだけではなく、ほかにイネ科（カモガヤ、オオアワガエリなど）、キク科（ブタクサ、ヨモギなど）の花粉を原因とすることもあり、ヨーロッパではイネ科の、アメリカではキク科の花粉症が多い。また、北欧や北海道（主に道央以東、以北）ではシラカンバ（カバノキ科）の花粉症が多い。スギ花粉症は典型的なI型アレルギー反応（IgE抗体による即時型の反応）による疾患であり、そのアレルゲン（抗原）は分子量 40 kDa 前後のタンパク質（Cry j 1, Cry j 2）である。また、この抗体はスギ花粉だけではなく、ヒノキなど同じヒノキ科の植物の花粉にも反応することがある。
上記のように第二次世界大戦後の拡大造林政策によってスギは大量に植樹され（面積は戦前の3倍ともされる）、全森林面積の18%にも達するようになったため、スギ花粉はもっとも頻度が高い花粉アレルゲンとなっていると考えられている。スギ花粉症の急激な増加は、この時期に大量に植栽されたスギが、花粉を大量に散布する樹齢に達したからともされる。そのほかにも、大気汚染の増大、食生活の変化、抗生物質の使用など、他の要因も大きく関わっていると考えられている。
現在では、花粉発生源対策としてスギ人工林の伐採・利用、花粉が少ないまたは花粉を産生しない株の育種や植え替えが進められている。ただしこれには極めて長い期間がかかると考えられており、あわせて花粉飛散防止剤など花粉飛散抑制技術の開発も進められている。

## 分類
中国南部の浙江省（天目山）、福建省（南平市）、江西省（廬山）、四川省、雲南省にはカワイスギとよばれるスギ属の植物が分布しており、スギとは別種（Cryptomeria fortunei）とされることもあるが、ふつうスギの変種（Cryptomeria japonica var. sinensis）とされる。形態的には、葉が細く著しく内曲し、枝に対する角度が浅く、雄球花は基部の葉よりも短く、種鱗先端の歯牙があまり尖らず、果鱗は約20個でそれぞれ2個の種子をつける点で基準変種（Cryptomeria japonica var. japonica）と異なるとされる。形態的および遺伝的に日本に分布するスギの変異内に含まれ全て植栽に由来するとされたこともあるが、詳細な解析からは、中国と日本のスギは遺伝的に明瞭に区分できることが示されている。日本産のスギにくらべて、中国産のスギの遺伝的多様性は低いが、集団間の遺伝的分化は大きい。また、中国には日本産スギに由来するものも少数存在することが示されている。
日本の太平洋側と日本海側のスギでは、形態的・生態的に異なる傾向があり、太平洋側のものはオモテスギ（表杉、omote-sugi）、日本海側のものはウラスギ（裏杉、ura-sugi）とよばれる。ウラスギは、下部の太枝が雪をかぶっても折れずに垂れ下がり、接地した部分から発根して新しい株を形成する。またオモテスギにくらべて、切り株などから萌芽しやすい、枝葉が密生して狭い円錐形の樹冠、太枝が下向き、樹皮が赤褐色で縦に細長く剥離、葉が小型で開度が狭い、球果の付属片が短く全体が丸みを帯びる、低温と乾燥に弱いなどの傾向がある。京都大学の芦生研究林で採集された典型的なウラスギの標本を基に、変種として Cryptomeria japonica var. radicans Nakai (1941) が記載され、和名ではアシウスギ（芦生杉）ともよばれる。2025年現在、ウラスギ（アシウスギ、サワスギ）は変種または品種として基準変種または品種であるオモテスギと分けて扱われることが多い。また、遺伝的な調査からも、日本産のスギがオモテスギ系とウラスギ系に分かれること、さらに前者が屋久島集団とそれ以外からなる集団、後者が最北部の集団とそれ以外からなる集団に分けられることが示されている。
上記のように、一般的にスギはスギ属の唯一の現生種とされる。スギ属は、ふつうスギ科に分類されていた。しかし分子系統学的研究によりスギ科とヒノキ科は分けられないことが示され、21世紀になるとスギ科はヒノキ科に含められるようになり、スギ属はヒノキ科に分類されるようになった。現生のヒノキ科の中では、スギ属はスイショウ属やヌマスギ属に近縁であり、この3属は併せてスギ亜科（Taxodioideae）に分類される。
スギ属の化石記録は始新世に遡り、カムチャッカ半島から Cryptomeria kamtschatica が報告されている。中新世から鮮新世には、ユーラシアの中緯度から高緯度地域に、多くはないが広く分布していたと考えられている。ヨーロッパ中部では、湿地植生を構成していた。やがて分布が縮小し、現在では自生のものは日本と中国南部に生き残っている。
表1. スギ属の分類の一例
- ヒノキ科 Cupressaceae Gray (1822), nom. cons.
  - スギ亜科 Taxodioideae K.Koch
    - スギ属 Cryptomeria D.Don (1839)
      - †Cryptomeria kamtschatica Cheleb. (1991)
始新世（カムチャッカ半島）
      - †Cryptomeria yunnanensis W.N.Ding & Z.K.Zhou (2018)
漸新世（中国雲南省）
      - †Cryptomeria protojaponica Klimova (1975)
漸新世（ロシア沿海地方）
      - †Cryptomeria sichotensis Pimenov (1984)
漸新世（ロシア沿海地方）
      - †Cryptomeria miyataensis Uemura (1973)
中新世（日本）
      - †Cryptomeria rhenana Kilpper (1972)
中新世から鮮新世（ヨーロッパ）
      - †Cryptomeria anglica Boulter (1970)
中新世から鮮新世（ヨーロッパ）
      - スギ Cryptomeria japonica (Thunb. ex L.f.) D.Don (1839)
中新世から現世（日本、中国、†中央アジア）
        - カワイスギ[281] Cryptomeria japonica var. sinensis Miq. (1870)[6]
シノニム: Cryptomeria japonica subsp. sinensis (Miq.) P.D.Sell (1990)[6]; Cryptomeria japonica var. fortunei (Hooibr. ex Billain) A.Henry (1906)[6]; Cryptomeria fortunei Hooibr. ex Billain (1853)[6][282]; Cryptomeria kawaii Hayata (1917)[6][283]; Cryptomeria mairei (H.Lév.) Nakai (1937)[6][283]; Cupressus mairei H.Lév. (1916)[6][283]
中国南部
        - ウラスギ（アシウスギ、サワスギ）[284] Cryptomeria japonica var. radicans Nakai (1941)[6]
シノニム: Cryptomeria japonica f. radicans (Nakai) Sugim. & Muroi (1961)
日本（日本海側）
        - オモテスギ Cryptomeria japonica var. japonica
日本（太平洋側）